# Guillaume le Conquérant
Pour les articles homonymes, voir Guillaume le Conquérant (homonymie), Guillaume Ier, Guillaume de Normandie, Guillaume et Conquérant.
Guillaume le Conquérant (en anglais, William the Conqueror), appelé également Guillaume le Bâtard ou Guillaume de Normandie, est né à Falaise en 1027 ou 1028 et mort à Rouen le 9 septembre 1087. Il fut duc de Normandie, sous le nom de Guillaume II, de 1035 à sa mort, et roi d'Angleterre, sous le nom de Guillaume Ier, de 1066 à sa mort.
Fils de Robert le Magnifique et de sa frilla, Arlette de Falaise (Herleva), Guillaume devient duc de Normandie vers l'âge de huit ans, à la mort de son père en 1035. Après une période de forte instabilité, il parvient à reprendre la domination du duché à partir de la bataille de Val-ès-Dunes, en 1047. Il épouse Mathilde de Flandre vers 1050. Il fait de la Normandie un duché puissant, craint des rois de France Henri Ier (1031-1060) puis Philippe Ier (1060-1108).
À la mort sans enfant du roi d'Angleterre Édouard le Confesseur, une crise de succession éclate et, après sa victoire à la bataille d'Hastings (1066), il s'empare de la couronne d'Angleterre. Cette conquête fait de lui l'un des plus puissants monarques de l'Europe occidentale et conduit à de très profonds changements dans la société anglaise, dont l'élite anglo-saxonne disparaît au profit des Normands.
Dès lors, il passe la suite de son règne à se défendre face à ses nombreux ennemis, que ce soit en Angleterre (les rebelles anglo-saxons rassemblés derrière Edgar Ætheling, les Danois et les Écossais) ou sur le continent (le comte d'Anjou Foulques le Réchin, le comte de Flandre Robert Ier, et surtout le roi de France Philippe Ier). Il meurt à Rouen en 1087, après la mise à sac de Mantes, au cours d'une campagne de représailles dans le Vexin français contre le roi Philippe Ier. Il est inhumé à l'abbaye aux Hommes de Caen.

## Règne

### Contexte historique
Robert le Magnifique devient duc de Normandie le 6 août 1027, à la mort de son frère aîné, Richard III, âgé seulement de 20 ans. Ce dernier venait de succéder à leur père, Richard II, mort un an plus tôt. Cet épisode avait été l'occasion d'une rébellion de Robert, vite réprimée par l'armée ducale. La mort brutale et mystérieuse de Richard III profite à Robert, accusé plus tard par des écrivains comme Wace d'avoir fait empoisonner son frère. Richard laisse un jeune fils bâtard, Nicolas, écarté de la cour.
Le duc Robert doit rapidement affronter des rébellions contre le pouvoir ducal : Guillaume Ier de Bellême est alors assiégé à Alençon, puis l'évêque Hugues de Bayeux chassé de son château d'Ivry-la-Bataille. Comte d'Évreux et archevêque de Rouen, Robert le Danois s'oppose au duc Robert (par ailleurs son neveu) qui, au début de son principat, enlève des terres aux abbayes et aux grandes églises, pour les distribuer à de jeunes nobles, tel Roger Ier de Montgommery, pour les récompenser à moindre frais.
Le duc Robert part en 1028 mener le siège d'Évreux. Après avoir mis en défense la cité, l'archevêque Robert le Danois négocie auprès du roi de France, Robert le Pieux, son exil en France, d'où il lance l'anathème sur la Normandie. La sanction ecclésiastique fait sentir son effet : le duc rappelle l'archevêque et le rétablit dans ses charges comtales et archiépiscopales.
Enfin, le duc Alain III de Bretagne (fils de Geoffroi Ier de Bretagne et d'Havoise de Normandie – tante du duc de Normandie) devenu adulte refuse à son tour l'allégeance à Robert le Magnifique (son cousin). Vers 1030, Robert envoie sa flotte ravager les environs de Dol. Alfred le Géant et Néel II de Saint-Sauveur écrasent bientôt les Bretons. Par l'intermédiaire de l'archevêque Robert le Danois, le duc de Bretagne se réconcilie avec Robert le Magnifique et se reconnaît son vassal. Robert le Danois devient par la suite un homme fort du duché, autour duquel se rejoignent un certain nombre de nobles comme Osbern de Crépon, sénéchal du duc, et Gilbert de Brionne.

### Enfance

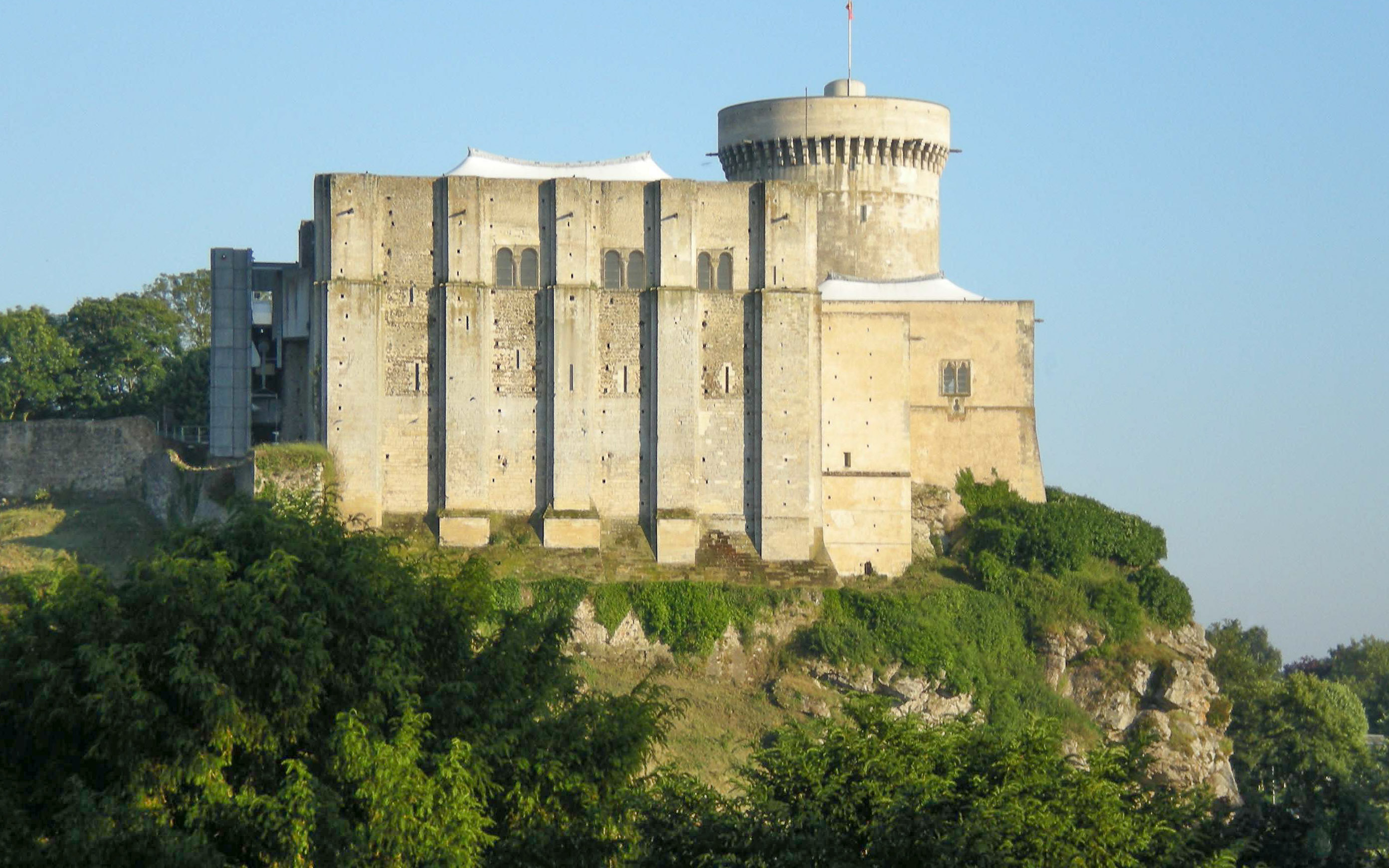
Le château de Falaise, où est élevé Guillaume le Conquérant.

Guillaume naît en 1027 ou 1028 à Falaise, en Normandie, probablement en automne, non pas au château de Falaise, mais au domicile de sa mère, Arlette, vraisemblablement dans le « bourg » de Falaise,[réf. incomplète],. La date du 14 octobre 1024, fréquemment rencontrée, est probablement fausse : on la doit à Thomas Roscoe, qui l'indique dans la biographie de Guillaume qu'il écrit en 1846, à partir de la prétendue confession de Guillaume à Orderic Vital sur son lit de mort, la date et le mois étant copiés de ceux de la bataille d'Hastings. La date de naissance exacte est l'objet d'écrits contradictoires : Orderic Vital affirme que Guillaume aurait indiqué avoir 64 ans à sa mort, ce qui daterait sa naissance de l'année 1023. Mais le même auteur précise par ailleurs que Guillaume a huit ans quand, en 1035, son père part pour Jérusalem, ce qui déplacerait son année de naissance à 1027. De son côté, Guillaume de Malmesbury affirme que Guillaume a sept ans au départ de son père ; il serait alors né en 1028. Enfin, dans De obitu Willelmi (en), il est dit que Guillaume n'a que 59 ans à sa mort, ce qui situerait sa naissance en 1027 ou 1028.

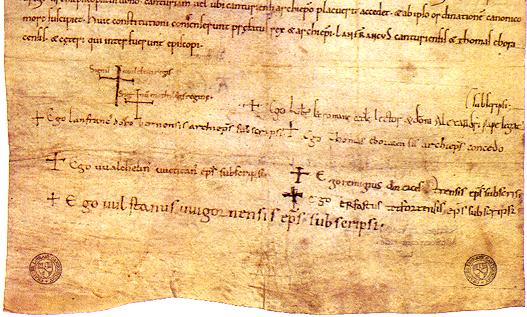
Comme beaucoup de nobles de son époque, Guillaume est formé au maniement des armes, à la pratique équestre et à la langue diplomatique, alors que la formation littéraire reste rudimentaire, comme en témoigne le signum autographe (la plus grande croix) qu'il appose sur les actes sur l'accord de Winchester (1072).

Guillaume est le seul fils de Robert Ier de Normandie. Sa mère, Arlette, est la fille de Fulbert de Falaise, un préparateur mortuaire ou marchand de peaux de la ville. La nature de la relation entre Arlette et le duc Robert est incertaine : simple concubinage ou union more danico. À une date incertaine (avant 1035 ?), Arlette sera mariée avec Herluin de Conteville, avec qui elle aura deux fils : Odon de Bayeux et Robert de Mortain. Guillaume a une sœur, Adélaïde de Normandie, née en 1026, dont on ne sait avec exactitude si elle est la fille de Robert et/ou d'Arlette. Enfin, Arlette a deux frères, Osbern et Gautier ; ce dernier est l'un des protecteurs de Guillaume pendant son enfance.

### Début de règne difficile
En 1034, le duc décide de partir en pèlerinage à Jérusalem, bien que ses partisans tentent de l'en dissuader, arguant qu'il n'a pas d'héritier en âge de régner. Avant son départ, Robert réunit alors un conseil des puissants normands pour leur faire jurer fidélité à Guillaume, son héritier. Robert meurt en juillet 1035 à Nicée, sur la route du retour. Guillaume devient alors duc de Normandie.
L'autorité du nouveau duc est d'autant plus fragile que Guillaume n'a que sept ou huit ans. Le duché de Normandie traverse en conséquence une décennie de troubles, alimentés par la mort de son grand-oncle, l'archevêque Robert le Danois, son premier et puissant protecteur, en mars 1037. Des guerres éclatent entre les principales familles baronniales ; des châteaux se dressent dans le duché.
Des complots frappent jusqu'à l'entourage ducal et Guillaume perd plusieurs de ses tuteurs ou protecteurs par assassinat : Alain III de Bretagne, qui s'était proclamé protecteur de Guillaume, mais revendiquait le duché pour lui-même en tant que petit-fils du duc Richard Ier, meurt à Vimoutiers en octobre 1040 ; Gilbert de Brionne, nommé par la suite tuteur de Guillaume, est assassiné quelques mois plus tard à l'instigation de Raoul de Gacé, ; Turquetil de Neuf-Marché est assassiné vers fin 1040 - début 1041 ; enfin, le sénéchal Osbern de Crépon est tué dans la chambre même du duc par le fils de Roger Ier de Montgommery. Les Richardides, descendants des anciens ducs, semblent impliqués dans ces meurtres. Walter, oncle de Guillaume par sa mère, doit parfois cacher le jeune duc chez des paysans. Aux troubles de la minorité de Guillaume vient s'ajouter le fléau de la famine, qui pèse sept ans sur la Normandie. Elle est accompagnée d'une épidémie fort meurtrière.
Bien que de nombreux nobles normands soient engagés dans des querelles locales, comme Hugues Ier de Montfort qui s'entretue avec Gauchelin (ou Vauquelin) de Ferrières, les principaux seigneurs et l'Église restent fidèles au pouvoir ducal, ainsi que le roi Henri Ier de France.
Les proches amis de Guillaume, qui sont presque tous ses parents à des degrés divers, décident de le faire vivre dans la clandestinité et de le faire changer de gîte chaque nuit. En 1046, Guillaume a environ dix-neuf ans. Un complot vise cette fois sa personne, jusqu'alors épargnée. Une partie des seigneurs forment une coalition pour l'écarter du trône ducal, au profit de Gui de Brionne (v. 1025-1069), un cousin de Guillaume, fils de Renaud Ier de Bourgogne et d'Adélaïde, fille de Richard II. Cette rébellion rassemble essentiellement de « vieux Normands » de l'Ouest (Bessin, Cotentin, Cinglais), traditionnellement indociles et hostiles à la politique d'assimilation menée par les ducs. Participent notamment au complot Hamon le Dentu, sire de Creully, les vicomtes Néel de Saint-Sauveur et Renouf de Bessin, dit de Briquessart, Grimoult, seigneur du Plessis et Raoul Tesson, seigneur de Thury-Harcourt, qui changera rapidement de camp. Gollet, le fidèle bouffon de Guillaume, surprend les propos des conjurés, réunis à Bayeux, et prévient son maître, qui dort à Valognes. Guillaume échappe ainsi de peu à une tentative d'assassinat par les séides de Néel de Saint-Sauveur. Il s'enfuit dans la nuit à travers la baie des Veys, puis il est accueilli par Hubert de Ryes, qui le fait escorter en sécurité jusqu'à Falaise. Cette fuite de Valognes, relatée par les chroniqueurs qui servent la propagande normande en usant de l'art rhétorique de l'amplification, comme une chevauchée seul et sans escorte, forge en partie le mythe de Guillaume, jeune homme courageux, bâtard et solitaire. Avec l'aide du roi de France Henri Ier, le jeune duc part en campagne contre les rebelles normands, qu'il parvient à défaire à la bataille de Val-ès-Dunes, près de Caen, en 1047, grâce, entre autres, au ralliement de toute dernière minute d'un des seigneurs rebelles, Raoul Tesson.

### Croissance du pouvoir ducal

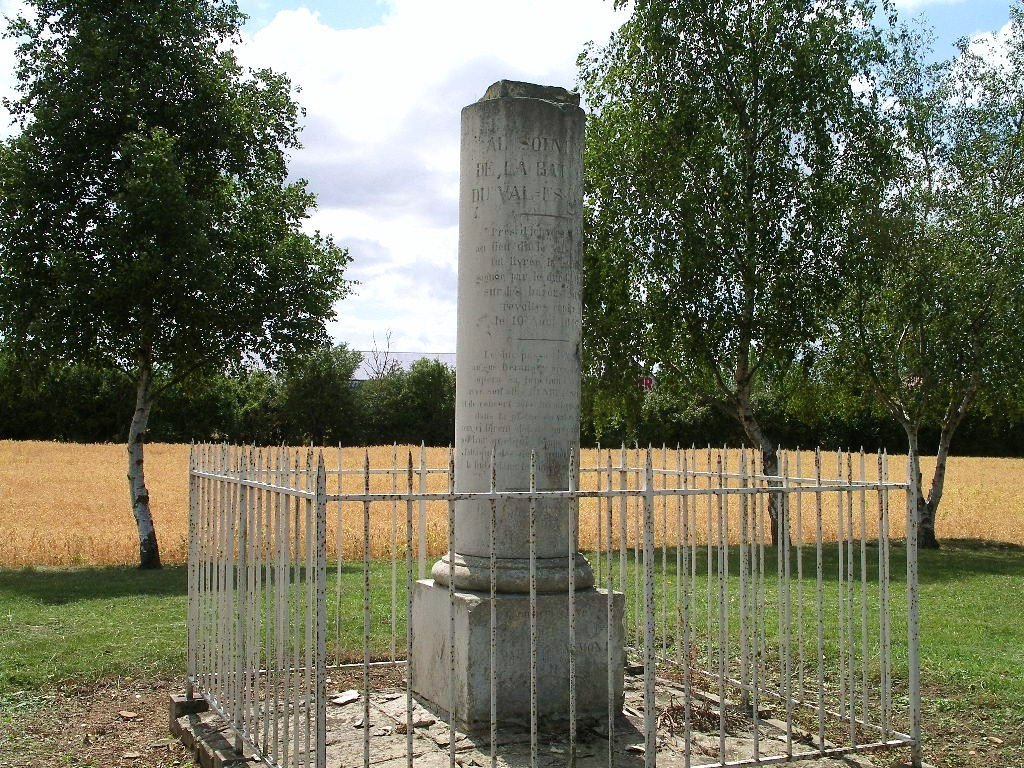
Colonne commémorative de la bataille de Val-ès-Dunes de 1047.

La victoire de Val-ès-Dunes en 1047 est le premier tournant du règne. Guillaume reprend solidement en main le duché. À l'occasion d'un concile tenu à Caen la même année, il impose de lui-même la Paix et la Trêve de Dieu. Gui de Brionne, réfugié dans son château de Brionne avec une importante troupe armée, en est délogé vers 1050. Il doit se séparer de ses comtés de Brionne et de Vernon et s'exiler.
À la même période, Guillaume obtient son mariage avec Mathilde de Flandre, fille de Baudouin V, comte de Flandre, et nièce du roi de France Henri Ier. L'union est arrangée dès 1049, mais le pape Léon IX l'interdit au concile de Reims tenu en octobre 1049, en raison de leur degré de consanguinité. Malgré cela, le mariage est prononcé au début des années 1050, avant 1053 certainement,, à Eu.
L'hypothèse d'une sanction papale n'est pas certaine, même s'il faut attendre le pontificat de Nicolas II pour que le couple soit définitivement absous, au prix d'une pénitence : celle de fonder quatre hôpitaux et deux monastères. L'abbaye dite « aux Hommes », dédiée à saint Étienne, et l'abbaye dite « aux Dames », dédiée à la sainte Trinité, sont ainsi élevées à Caen à partir de 1059. Ces constructions créent de fait la ville. Le mariage soude une alliance entre les deux plus puissantes principautés du nord de la France : le comté de Flandre est alors une principauté très puissante, en conflit avec le Saint-Empire romain germanique.
Le duc Guillaume doit alors faire face aux ambitions grandissantes de Geoffroy Martel, comte d'Anjou, auprès duquel Gui de Brionne s'est réfugié.
Après la mort de Hugues IV du Maine en 1051, l'Angevin s'empare du Mans, de Domfront et d'Alençon aux dépens du seigneur de Bellême qui les tenait du roi de France. Allié avec le roi Henri Ier de France, Guillaume part en campagne contre lui. Pendant que le roi menace les arrières de Geoffroy Martel, le duc Guillaume de Normandie assiège Domfront et prend Alençon dont il incendie la redoute. La garnison de Domfront se rend avec la promesse d'être épargnée, tandis que celle d'Alençon est châtiée, l'épisode mentionné par Orderic rappelant la cruauté du duc, comme tous les seigneurs en guerre à cette époque. Guillaume et le roi Henri parviennent à chasser Geoffroy du Maine, permettant ainsi de sécuriser le duché par le renforcement des positions d'Alençon et de Domfront.
En 1052 cependant, le roi Henri Ier change d'alliance : il renverse sa politique pour limiter l'expansion de son vassal normand, dont le mariage avec Mathilde de Flandre le fait apparaître trop puissant à ses yeux, et prend le parti de Geoffroy et de Thibaud III de Blois.
Dans le même temps, le duc doit compter avec l'hostilité des Richardides, une partie de sa parentèle qui conteste ouvertement sa position et prend la tête d'un groupe de barons normands rebelles à Guillaume.
En 1053, le duc Guillaume doit livrer bataille à l'intérieur même de la Normandie pour asseoir son autorité, notamment auprès de ses oncles, l'archevêque Mauger de Rouen, qui a pris la succession de Robert le Danois en 1037, et Guillaume d'Arques, qu'il assiège dans son château à Arques et auprès duquel le roi de France Henri Ier envoie une armée en secours. Guillaume obtient finalement sa reddition à la fin de 1053. Battu, Guillaume d'Arques s'exile après l'échec de sa révolte contre le duc en 1054, ses fiefs étant confisqués et redistribués.

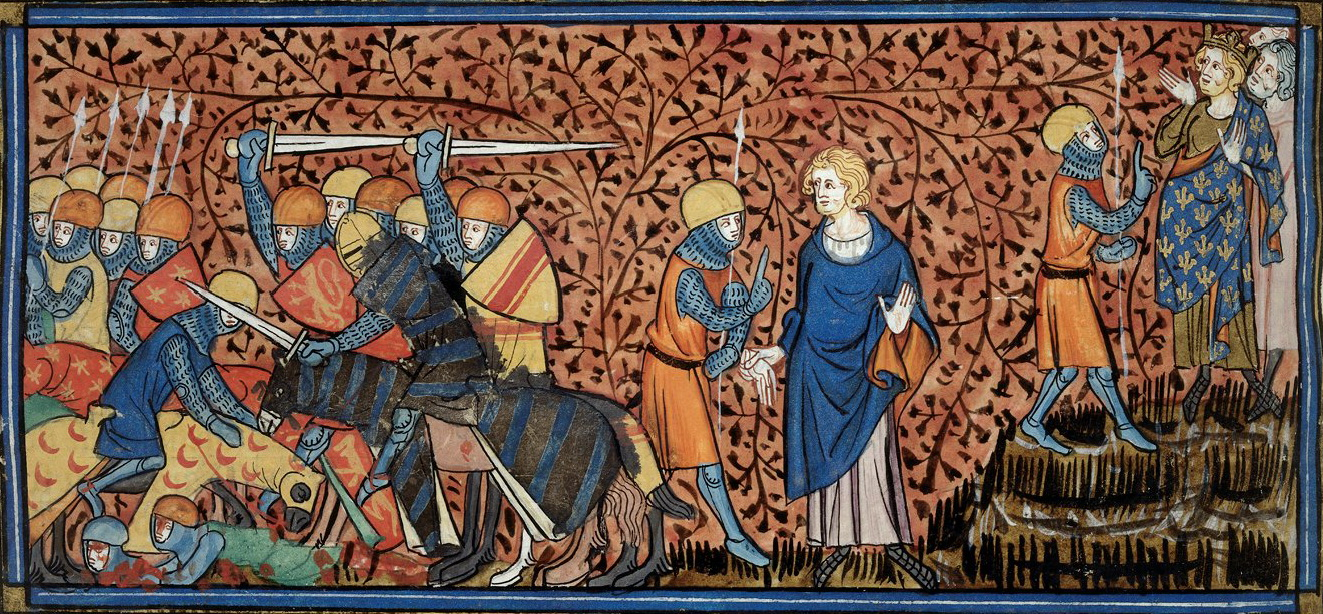
« Le duc de Normandie Guillaume le Bâtard vainquit les Français à la bataille de Mortemer et envoya un messager au roi Henri de France vaincu. »
Illustration des Chroniques de Saint-Denis, XIVe siècle.

Le roi de France, Henri Ier, et le comte d'Anjou, Geoffroy II d'Anjou, forment alors une grande coalition comprenant les ducs d'Aquitaine, de Bourgogne, les tuteurs du duc de Bretagne, Conan II de Bretagne, fils d'Alain III, les comtes de Champagne et de Chartres. Chacun de ces seigneurs ayant fourni son contingent, l'armée est divisée en deux selon le plan de Geoffroy Martel, devant se réunir devant Rouen, la capitale du duché de Normandie. En février 1054, deux armées franco-angevines envahissent la Normandie : un corps composé de Champenois et de Bourguignons sous les ordres d'Eudes, frère du roi Henri Ier, traverse la Bresle pour atteindre le pays de Bray, tandis que les chevaliers d'Outre-Seine et Garonne, commandés par le roi et par Geoffroy, franchissent l'Avre et attaquent le comté d'Évreux. Guillaume choisit une attitude défensive : il constitue également deux armées, l'une dirigée par lui-même contre l'armée du roi et l'autre commandée par des fidèles (Gautier Ier Giffard, Robert d'Eu, Hugues de Gournay, Hugues II de Montfort…) en pays de Bray, qui ont pour ordre d'éviter l'affrontement et de surveiller les corps adverses, pour n'agir qu'au moment le plus propice. Profitant de la négligence des Français, les Normands dirigés par Gautier Ier Giffard et Robert d'Eu attaquent pendant la nuit leur camp, qui est anéanti. Guy Ier de Ponthieu, entre autres, est fait prisonnier. Informé, le roi de France abandonne la coalition dont il est le chef et fait la paix avec Guillaume, en échange de prisonniers et du droit pour Guillaume de conserver les terres conquises sur le comte d'Anjou Geoffroy Martel.
En mai 1055, peu après le bannissement de son frère Guillaume de Talou, comte d'Arques, Mauger est déposé à son tour au concile de Lisieux et envoyé sur l'île de Guernesey,.
En février 1057, poussé par son allié Geoffroy d'Anjou, le roi Henri Ier de France tente une nouvelle offensive en Normandie. L'armée franco-angevine entre dans le pays d'Hièmes, donne l'assaut à Exmes, arrive dans le Bessin, passe la Dives, puis se dirige vers Bayeux, rebrousse chemin devant la Seulles, franchit l'Orne à Caen (qui est alors une ville ouverte dépourvue de château). Rapide, l'expédition ne rencontre pas de résistance, Guillaume, qui était à Falaise, se bornant à mobiliser son armée et renforcer ses châteaux. De Caen, l'armée franco-angevine prend la route de Varaville. Guillaume, à la tête d'une armée modeste, décide d'attendre ses ennemis dans le bois de Bavent, à proximité des marais de la Dives. Alors que l'armée ennemie, ralentie par le butin qu'elle rapporte, s'engage en rangs serrés sur l'étroite chaussée de Varaville, et que son avant-garde, dirigée par le roi Henri Ier, franchit la Dives, Guillaume sort de sa retraite et tombe sur l'arrière-garde. Aidée des vilains du pays, l'armée normande prend en tenaille les Franco-Angevins, tuant notamment rapidement leur commandant le comte du Berry. Pressés vers la Dives, les Franco-Angevins sont en grande partie noyés, tués ou faits prisonniers sans pouvoir être secourus par le roi, qui assiste impuissant depuis la butte de Basbourg au désastre. Talonné par Guillaume, le roi Henri bat en retraite au plus vite jusque dans ses États.

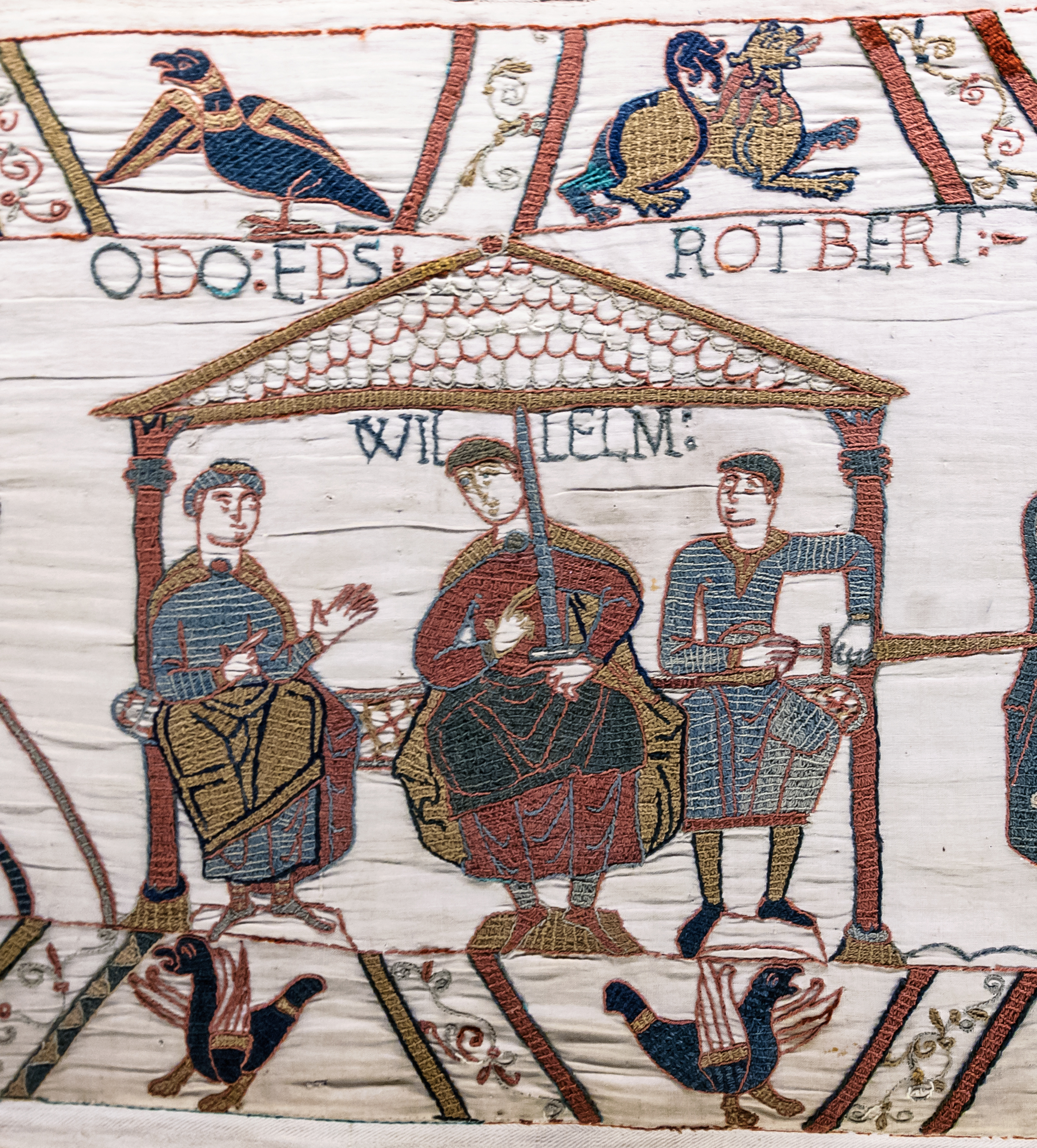
Guillaume le Conquérant, accompagné de ses demi-frères, à sa droite Odon et à sa gauche Robert, tapisserie de Bayeux.

La bataille de Varaville (1057) constitue un tournant décisif pour l'avenir politique du duc Guillaume : le duché de Normandie échappe pour longtemps à l'influence de la France qui n'est plus une menace. Le roi ne tente plus dès lors d'interférer dans les affaires normandes, concluant même la paix avec Guillaume l'année suivante en lui cédant le château de Tillières.
En 1058, le comte du Maine Herbert II s'échappe du Mans occupé par le comte d'Anjou et se réfugie à Rouen. Sans enfant, il lègue à Guillaume le Maine et fiance sa sœur Marguerite au jeune Robert Courteheuse.
En 1059, le roi de France, Henri Ier, qui a seulement 51 ans, mais sent sa mort approcher, fait couronner son fils Philippe, âgé de seulement 7 ans, puis décède l'année suivante, en 1060. Philippe étant trop jeune pour régner, la mère de Philippe, Anne de Kiev, assure la régence jusqu'à son remariage en 1063 avec le comte de Valois, Raoul de Crépy. L'oncle de Philippe, Baudouin V de Flandre, assure la régence jusqu'aux 14 ans de Philippe en 1066.
À la mort d'Henri Ier et celle de Geoffroy Martel, en 1060, le duc Guillaume est débarrassé des menaces pesant sur son duché. À son tour, Guillaume Guerlenc, comte de Mortain, est banni. D'après Orderic Vital, il est impliqué dans un complot de rébellion contre le duc ; banni, il s'exile dans les Pouilles au sein du baronnage italo-normand.
Guillaume rétablit l'ordre par une habile politique de distribution des terres et contrôle plus fermement les agents du pouvoir que sont les vicomtes. Le pouvoir du jeune duc s'appuie enfin sur un groupe de fidèles parmi lesquels figurent ses demi-frères Odon de Conteville, évêque de Bayeux, et Robert, comte de Mortain ; un groupe de barons (Guillaume Fitz Osbern, Roger II de Montgommery, Guillaume Ier de Warenne, Roger de Beaumont…) ; et quelques ecclésiastiques parmi lesquels Lanfranc. Ils sont nommés à des fonctions importantes ou installés dans des territoires stratégiques.
En 1060, le duc Guillaume lance la construction du château de Caen, qui doit lui assurer une place forte à proximité du Cotentin, et fait de la ville sa capitale politique.
Après la mort d'Herbert II du Maine en 1062, Guillaume revendique le comté du Maine. Malgré la résistance locale, Guillaume occupe Le Mans et intronise son fils en 1063. Ce dernier n'ayant alors qu'une douzaine d'années, le duc de Normandie est donc le véritable maître du Maine. État tampon entre l'Anjou et la Normandie, le Maine (et plus particulièrement la région du Passais) sous domination normande garantit la protection du sud du duché.

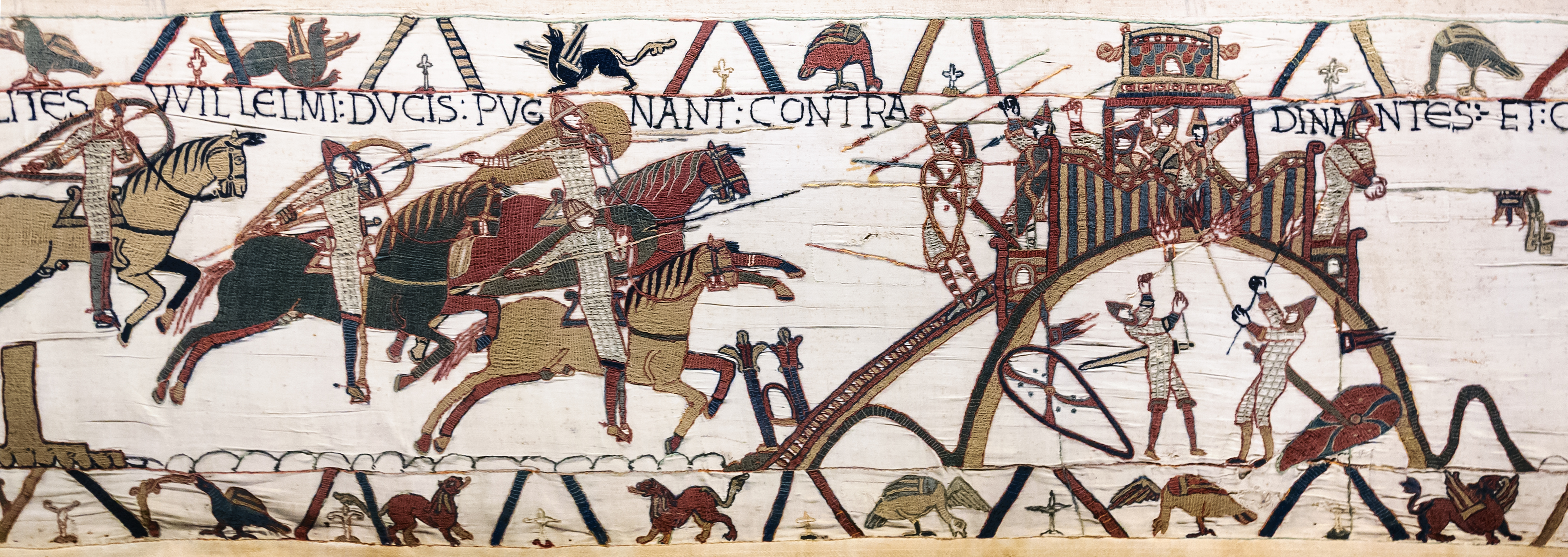
Siège de la motte castrale de Dinan, Bretagne (Tapisserie de Bayeux, XIe siècle).

Après avoir sécurisé la frontière avec l'Anjou, Guillaume s'inquiète de celle avec le duché de Bretagne. En 1064, son armée entre en Bretagne pour soutenir la rébellion de Riwallon de Dol contre Conan II de Bretagne, alimentant ainsi l'instabilité du duché voisin et obligeant Conan à se focaliser sur ses problèmes internes. Il cherche cependant bientôt à profiter de l'affaiblissement temporaire des comtes d'Anjou pour renforcer sa frontière du côté du Maine.
Le 11 décembre 1066, le prince breton, après avoir conquis Pouancé et Segré, meurt en prenant Château-Gontier. Il est empoisonné, dit-on, par un traître sur l'ordre de Guillaume, soupçonné d'avoir commandité cet assassinat.

### Accession au trône d'Angleterre

#### Les prétentions de Guillaume
Au milieu du XIe siècle, l'Angleterre est dirigée par le roi normanophile Édouard le Confesseur. Celui-ci avait trouvé refuge à la cour normande en 1013, lorsque son père Æthelred le Malavisé et sa mère Emma de Normandie, grand-tante paternelle de Guillaume, avaient été chassés du trône d'Angleterre par Sven Ier de Danemark. Il y était resté presque trente ans avant de revenir en Angleterre pour y être couronné roi en 1042. Dans son nouveau royaume, Édouard s'entoure de Normands, mais il n'a pas de descendance.
Il semble qu'en 1051 ou 1052, le roi Édouard le Confesseur aurait encouragé les vues de Guillaume sur sa succession. Le manuscrit D de la Chronique anglo-saxonne indique que Guillaume visite l'Angleterre à la fin de l'année 1051. Cette visite aurait pour but de sécuriser la succession d'Édouard le Confesseur, ou bien d'obtenir une assistance face aux troubles qu'il rencontre alors en Normandie. Ce voyage aurait alors eu lieu pendant la brève période d'exil de Godwin de Wessex, dont la famille est alors la plus puissante d'Angleterre et dont la fille Édith est mariée à Édouard le Confesseur depuis 1043. L'existence de ce voyage paraît cependant incertaine étant donné les affrontements en cours à cette époque avec le comte d'Anjou. Opposé à la nomination en 1051 du Normand Robert de Jumièges, un vieil ami du roi, comme archevêque de Cantorbéry (le plus haut poste du clergé primat de toute l'Angleterre), Godwin obtient à son retour d'exil en 1052 son remplacement par Stigand, l'évêque de Winchester. À l'inverse, selon Guillaume de Jumièges et Guillaume de Poitiers, Édouard le Confesseur envoie Robert de Jumièges auprès du duc pour l'avertir qu'il en fait son héritier, mais cela n'est pas confirmé par les auteurs anglais. Il semble enfin qu'Édouard le Confesseur, souverain affaibli, ait fait des promesses identiques à d'autres grands féodaux voisins, de manière à s'assurer de leur neutralité faute de pouvoir les contenir par la force.
Quand Godwin de Wessex meurt en 1053, ses fils gagnent en influence : Harold Godwinson (qui deviendra Harold II d'Angleterre) lui succède comme comte de Wessex et Tostig comme comte de Northumbrie, Gyrth devient comte d'Est-Anglie en 1057 et Leofwine comte de Kent. Outre la famille de Wessex, un autre prétendant à la succession d'Édouard le Confesseur apparaît : Édouard l'Exilé, fils du roi Edmond Côte-de-Fer et petit-fils d'Æthelred le Malavisé. Envoyé en exil à la mort de son père en 1016, alors qu'il n'a que six ans, il est rappelé auprès d'Édouard en 1057 avec sa famille (ses filles Marguerite et Christine, son fils Edgar Atheling), mais meurt quelques semaines seulement après son retour.

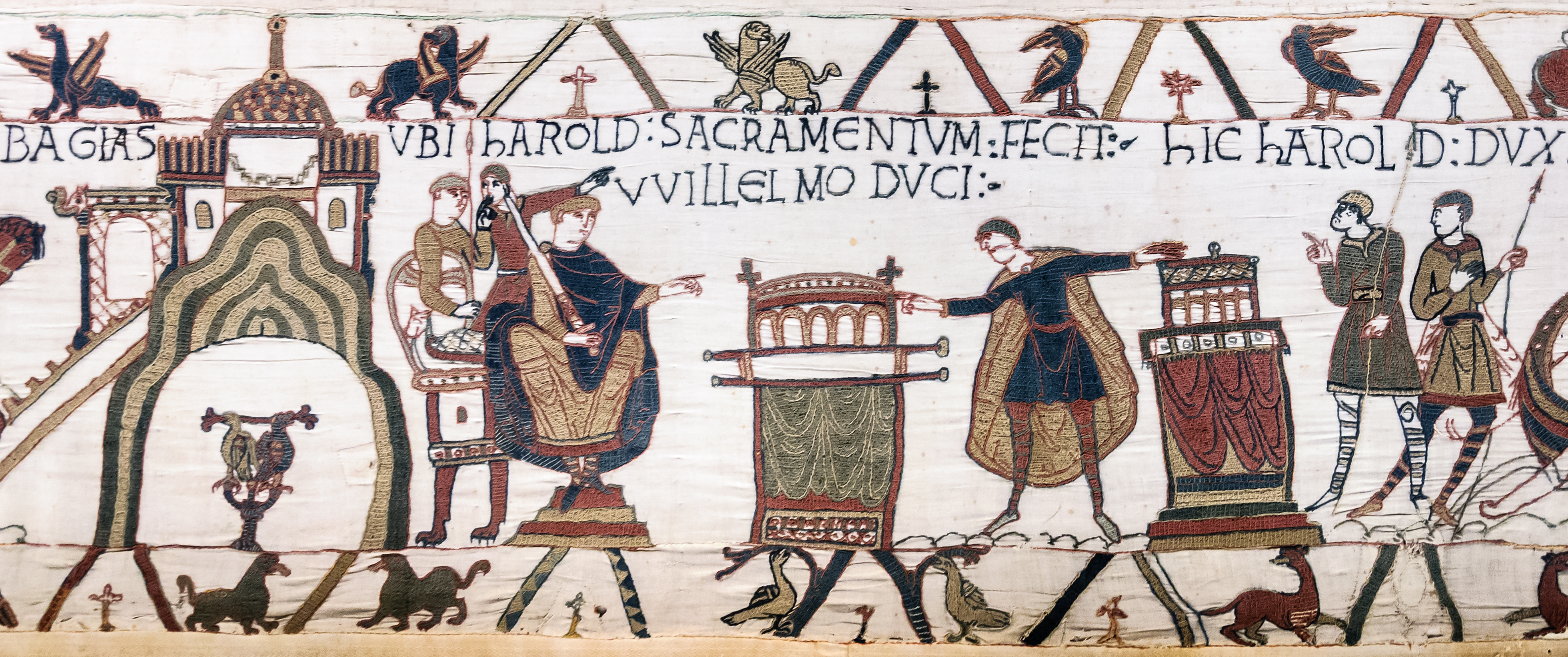
Scène du serment de Harold à Bayeux (Tapisserie de Bayeux, XIe siècle).

Le sujet de la succession revient au premier plan quand Harold, partant d'Angleterre, se rend en Normandie en 1064. Les circonstances de cette visite restent incertaines. La tapisserie de Bayeux, dont on peut soupçonner la partialité, montre Harold prêter serment de fidélité à Guillaume et renoncer à la succession au trône anglais au profit du duc de Normandie. Guillaume aurait extorqué cette promesse à Harold alors que, jeté par une tempête sur la côte française au printemps 1064, il avait été fait prisonnier par le comte Guy Ier de Ponthieu, puis libéré sur la pression du duc. Lors de ce séjour en Normandie, Harold aurait participé aux côtés de Guillaume à la campagne menée contre le duc Conan II de Bretagne, où il s'illustre par sa bravoure. De retour à Bayeux, Harold aurait prêté serment à Guillaume, se mettant ainsi officiellement au service du duc de Normandie. En gage d'amitié, Harold regagne l'Angleterre en emmenant avec lui son neveu Hakon, retenu en otage en Normandie depuis 1051. Cependant, aucune source anglaise ne confirme ce voyage, qui pourrait avoir été inventé par les Normands pour justifier les prétentions de Guillaume.
En 1065, la Northumbrie se révolte contre Tostig, qui n'est pas soutenu par son frère Harold. Il est remplacé par Morcar, frère d'Edwin, comte de Mercie, dont Harold cherche le soutien. Contraint à l'exil, Tostig part en Flandre, d'où est issue sa femme Judith, puis rejoint le duc Guillaume en Normandie, auquel il apporte à son tour son soutien. Édouard le Confesseur meurt finalement le 5 janvier 1066. Selon la Vita Ædwardi regis, écrite en 1067 sous la direction de sa femme Édith, il est entouré d'Édith, de Stigand, de Robert FitzWimarc et d'Harold, que le roi nomme comme son successeur. Son couronnement, approuvé par le Witenagemot (ou Witan), se fait dès le 6 janvier 1066.
Face aux protestations du duc de Normandie, Harold oppose qu'il a été trompé sur la valeur du serment de Bayeux, qui n'aurait été qu'une vague promesse sur un simple missel posé sur un coffre qui masquait les reliques d'un saint. Guillaume considère qu'il s'agit d'un crime de parjure et se prépare à une invasion du royaume anglo-saxon.
|                   |                   |                   |                   |                    |                    |                    |                    |                    |                    |  |  |                     |                     |                     |                     | Edgar le Pacifique      | Edgar le Pacifique      | Edgar le Pacifique      | Edgar le Pacifique      | Edgar le Pacifique      | Edgar le Pacifique      |                 |                 |                 |                 |  |  |                       |                       |                       |                       |                       |                       |                   |                   |                   |                   |                 |                 |                 |                 |               |               | Richard Ier Sans-Peur | Richard Ier Sans-Peur | Richard Ier Sans-Peur | Richard Ier Sans-Peur | Richard Ier Sans-Peur  | Richard Ier Sans-Peur  |                        |                        |                        |                        |  |  |                          |                          |                          |                          |                          |                          |  |  |  |  |  |  |  |  |  |  |  |  |  |  |  |  |
|                   |                   |                   |                   |                    |                    |                    |                    |                    |                    |  |  |                     |                     |                     |                     | Edgar le Pacifique      | Edgar le Pacifique      | Edgar le Pacifique      | Edgar le Pacifique      | Edgar le Pacifique      | Edgar le Pacifique      |                 |                 |                 |                 |  |  |                       |                       |                       |                       |                       |                       |                   |                   |                   |                   |                 |                 |                 |                 |               |               | Richard Ier Sans-Peur | Richard Ier Sans-Peur | Richard Ier Sans-Peur | Richard Ier Sans-Peur | Richard Ier Sans-Peur  | Richard Ier Sans-Peur  |                        |                        |                        |                        |  |  |                          |                          |                          |                          |                          |                          |  |  |  |  |  |  |  |  |  |  |  |  |  |  |  |  |
|                   |                   |                   |                   |                    |                    |                    |                    |                    |                    |  |  |                     |                     |                     |                     |                         |                         |                         |                         |                         |                         |                 |                 |                 |                 |  |  |                       |                       |                       |                       |                       |                       |                   |                   |                   |                   |                 |                 |                 |                 |               |               |                       |                       |                       |                       |                        |                        |                        |                        |                        |                        |  |  |                          |                          |                          |                          |                          |                          |  |  |  |  |  |  |  |  |  |  |  |  |  |  |  |  |
| Ælfgifu Gunnarson | Ælfgifu Gunnarson | Ælfgifu Gunnarson | Ælfgifu Gunnarson | Ælfgifu Gunnarson  | Ælfgifu Gunnarson  |                    |                    |                    |                    |  |  |                     |                     |                     |                     | Æthelred II le Malavisé | Æthelred II le Malavisé | Æthelred II le Malavisé | Æthelred II le Malavisé | Æthelred II le Malavisé | Æthelred II le Malavisé |                 |                 |                 |                 |  |  |                       |                       |                       |                       | Emma de Normandie     | Emma de Normandie     | Emma de Normandie | Emma de Normandie | Emma de Normandie | Emma de Normandie |                 |                 | Knut le Grand   | Knut le Grand   | Knut le Grand | Knut le Grand | Knut le Grand         | Knut le Grand         |                       |                       | Ælfgifu de Northampton | Ælfgifu de Northampton | Ælfgifu de Northampton | Ælfgifu de Northampton | Ælfgifu de Northampton | Ælfgifu de Northampton |  |  | Richard II l’Irascible   | Richard II l’Irascible   | Richard II l’Irascible   | Richard II l’Irascible   | Richard II l’Irascible   | Richard II l’Irascible   |  |  |  |  |  |  |  |  |  |  |  |  |  |  |  |  |
| Ælfgifu Gunnarson | Ælfgifu Gunnarson | Ælfgifu Gunnarson | Ælfgifu Gunnarson | Ælfgifu Gunnarson  | Ælfgifu Gunnarson  |                    |                    |                    |                    |  |  |                     |                     |                     |                     | Æthelred II le Malavisé | Æthelred II le Malavisé | Æthelred II le Malavisé | Æthelred II le Malavisé | Æthelred II le Malavisé | Æthelred II le Malavisé |                 |                 |                 |                 |  |  |                       |                       |                       |                       | Emma de Normandie     | Emma de Normandie     | Emma de Normandie | Emma de Normandie | Emma de Normandie | Emma de Normandie |                 |                 | Knut le Grand   | Knut le Grand   | Knut le Grand | Knut le Grand | Knut le Grand         | Knut le Grand         |                       |                       | Ælfgifu de Northampton | Ælfgifu de Northampton | Ælfgifu de Northampton | Ælfgifu de Northampton | Ælfgifu de Northampton | Ælfgifu de Northampton |  |  | Richard II l’Irascible   | Richard II l’Irascible   | Richard II l’Irascible   | Richard II l’Irascible   | Richard II l’Irascible   | Richard II l’Irascible   |  |  |  |  |  |  |  |  |  |  |  |  |  |  |  |  |
|                   |                   |                   |                   |                    |                    |                    |                    |                    |                    |  |  |                     |                     |                     |                     |                         |                         |                         |                         |                         |                         |                 |                 |                 |                 |  |  |                       |                       |                       |                       |                       |                       |                   |                   |                   |                   |                 |                 |                 |                 |               |               |                       |                       |                       |                       |                        |                        |                        |                        |                        |                        |  |  |                          |                          |                          |                          |                          |                          |  |  |  |  |  |  |  |  |  |  |  |  |  |  |  |  |
|                   |                   |                   |                   |                    |                    |                    |                    |                    |                    |  |  |                     |                     |                     |                     |                         |                         |                         |                         |                         |                         |                 |                 |                 |                 |  |  |                       |                       |                       |                       |                       |                       |                   |                   |                   |                   |                 |                 |                 |                 |               |               |                       |                       |                       |                       |                        |                        |                        |                        |                        |                        |  |  |                          |                          |                          |                          |                          |                          |  |  |  |  |  |  |  |  |  |  |  |  |  |  |  |  |
|                   |                   |                   |                   | Edmond Côte-de-Fer | Edmond Côte-de-Fer | Edmond Côte-de-Fer | Edmond Côte-de-Fer | Edmond Côte-de-Fer | Edmond Côte-de-Fer |  |  | Harold II Godwinson | Harold II Godwinson | Harold II Godwinson | Harold II Godwinson | Harold II Godwinson     | Harold II Godwinson     |                         |                         | Édith de Wessex         | Édith de Wessex         | Édith de Wessex | Édith de Wessex | Édith de Wessex | Édith de Wessex |  |  | Édouard le Confesseur | Édouard le Confesseur | Édouard le Confesseur | Édouard le Confesseur | Édouard le Confesseur | Édouard le Confesseur |                   |                   | Hardeknut         | Hardeknut         | Hardeknut       | Hardeknut       | Hardeknut       | Hardeknut       |               |               | Harold Pied-de-Lièvre | Harold Pied-de-Lièvre | Harold Pied-de-Lièvre | Harold Pied-de-Lièvre | Harold Pied-de-Lièvre  | Harold Pied-de-Lièvre  |                        |                        |                        |                        |  |  | Robert Ier le Magnifique | Robert Ier le Magnifique | Robert Ier le Magnifique | Robert Ier le Magnifique | Robert Ier le Magnifique | Robert Ier le Magnifique |  |  |  |  |  |  |  |  |  |  |  |  |  |  |  |  |
|                   |                   |                   |                   | Edmond Côte-de-Fer | Edmond Côte-de-Fer | Edmond Côte-de-Fer | Edmond Côte-de-Fer | Edmond Côte-de-Fer | Edmond Côte-de-Fer |  |  | Harold II Godwinson | Harold II Godwinson | Harold II Godwinson | Harold II Godwinson | Harold II Godwinson     | Harold II Godwinson     |                         |                         | Édith de Wessex         | Édith de Wessex         | Édith de Wessex | Édith de Wessex | Édith de Wessex | Édith de Wessex |  |  | Édouard le Confesseur | Édouard le Confesseur | Édouard le Confesseur | Édouard le Confesseur | Édouard le Confesseur | Édouard le Confesseur |                   |                   | Hardeknut         | Hardeknut         | Hardeknut       | Hardeknut       | Hardeknut       | Hardeknut       |               |               | Harold Pied-de-Lièvre | Harold Pied-de-Lièvre | Harold Pied-de-Lièvre | Harold Pied-de-Lièvre | Harold Pied-de-Lièvre  | Harold Pied-de-Lièvre  |                        |                        |                        |                        |  |  | Robert Ier le Magnifique | Robert Ier le Magnifique | Robert Ier le Magnifique | Robert Ier le Magnifique | Robert Ier le Magnifique | Robert Ier le Magnifique |  |  |  |  |  |  |  |  |  |  |  |  |  |  |  |  |
|                   |                   |                   |                   |                    |                    |                    |                    |                    |                    |  |  |                     |                     |                     |                     |                         |                         |                         |                         |                         |                         |                 |                 |                 |                 |  |  |                       |                       |                       |                       |                       |                       |                   |                   |                   |                   |                 |                 |                 |                 |               |               |                       |                       |                       |                       |                        |                        |                        |                        |                        |                        |  |  |                          |                          |                          |                          |                          |                          |  |  |  |  |  |  |  |  |  |  |  |  |  |  |  |  |
|                   |                   |                   |                   | Édouard l’Exilé    | Édouard l’Exilé    | Édouard l’Exilé    | Édouard l’Exilé    | Édouard l’Exilé    | Édouard l’Exilé    |  |  |                     |                     |                     |                     |                         |                         |                         |                         |                         |                         |                 |                 |                 |                 |  |  |                       |                       |                       |                       |                       |                       |                   |                   | Harald Hardrada   | Harald Hardrada   | Harald Hardrada | Harald Hardrada | Harald Hardrada | Harald Hardrada |               |               |                       |                       |                       |                       |                        |                        |                        |                        |                        |                        |  |  | Guillaume le Conquérant  | Guillaume le Conquérant  | Guillaume le Conquérant  | Guillaume le Conquérant  | Guillaume le Conquérant  | Guillaume le Conquérant  |  |  |  |  |  |  |  |  |  |  |  |  |  |  |  |  |
|                   |                   |                   |                   | Édouard l’Exilé    | Édouard l’Exilé    | Édouard l’Exilé    | Édouard l’Exilé    | Édouard l’Exilé    | Édouard l’Exilé    |  |  |                     |                     |                     |                     |                         |                         |                         |                         |                         |                         |                 |                 |                 |                 |  |  |                       |                       |                       |                       |                       |                       |                   |                   | Harald Hardrada   | Harald Hardrada   | Harald Hardrada | Harald Hardrada | Harald Hardrada | Harald Hardrada |               |               |                       |                       |                       |                       |                        |                        |                        |                        |                        |                        |  |  | Guillaume le Conquérant  | Guillaume le Conquérant  | Guillaume le Conquérant  | Guillaume le Conquérant  | Guillaume le Conquérant  | Guillaume le Conquérant  |  |  |  |  |  |  |  |  |  |  |  |  |  |  |  |  |
|                   |                   |                   |                   | Edgar Ætheling     |                    |                    |                    |                    |                    |  |  |                     |                     |                     |                     |                         |                         |                         |                         |                         |                         |                 |                 |                 |                 |  |  |                       |                       |                       |                       |                       |                       |                   |                   |                   |                   |                 |                 |                 |                 |               |               |                       |                       |                       |                       |                        |                        |                        |                        |                        |                        |  |  |                          |                          |                          |                          |                          |                          |  |  |  |  |  |  |  |  |  |  |  |  |  |  |  |  |

#### La conquête de l'Angleterre

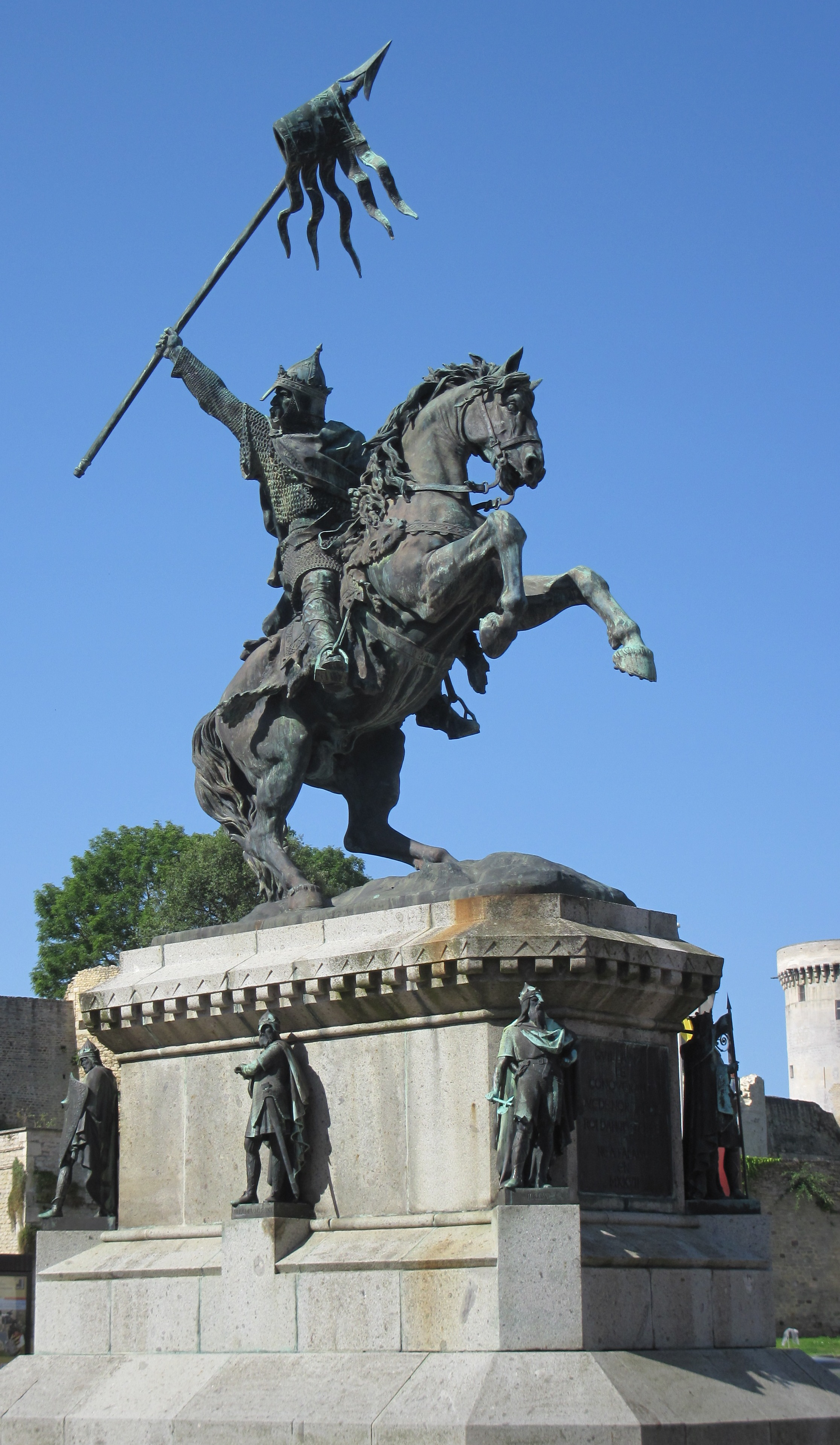
Statue de Guillaume le Conquérant devant le château de Falaise.

Apprenant que Harold est monté sur le trône, Guillaume convoque les principaux barons normands et les convainc de se lancer à la conquête du royaume, avec l'aide du pape Alexandre II qui menace les rétifs d'excommunication et lui envoie un étendard pontifical. En moins de dix mois, il rassemble dans l'estuaire de la Dives une flotte d'invasion d'environ 600 navires et une armée estimée à 7 000 hommes. On trouve parmi eux principalement des Normands : Bertrand de Bricquebec, Robert de Brix, Roger de Carteret, Anquetil de Cherbourg, L'Estourmy de Valognes, Eudes au Capel de la Haye-du-Puits, le sire d'Orglandes, les frères de Pierrepont, le chevalier de Pirou, Raoul de Tourlaville, Pierre de Valognes, Guillaume de Vauville, Raoul de Vesly, etc. mais aussi des Bretons, des Flamands, des Manceaux, des Boulonnais. Du fait de son soutien à Riwallon de Dol quelques années plus tôt, Guillaume le Conquérant n'a notamment aucun mal à attirer les vassaux de Bretagne dans son projet de conquête.
Les préparatifs comprennent également d'importantes négociations diplomatiques. Il s'agit de se trouver d'abord des alliés et d'éviter que les principautés voisines (Bretagne, Flandre, Anjou, etc.) ne profitent de la campagne pour s'emparer de la Normandie. Guillaume désigne de grands vassaux. Son épouse, Mathilde de Flandre, est régente du duché durant cette période, assistée de Roger de Beaumont et Roger II de Montgomery.

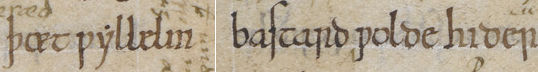
Passage dans la Chronique anglo-saxonne enregistre l'inquiétude 'Que Guillaume le Bâtard vienne ici'

Beaucoup de soldats dans son armée sont des puînés auxquels le droit d'aînesse laisse peu de chance d'hériter d'un fief. Guillaume leur promet, s'ils se joignent à lui en apportant leur propre cheval, une armure et des armes, qu'il les récompensera avec des terres et des titres dans son nouveau royaume.
Après son départ de Normandie, des vents défavorables et des conditions météorologiques contraires contraignent l'armée normande à trouver refuge dans la baie de Saint-Valery-sur-Somme en attendant le moment propice pour réembarquer.
Cependant, le nord de l'Angleterre est envahi en septembre par le roi norvégien Harald Hardraada, qu'a rejoint Tostig. Harald trouve des alliés de circonstance (Morcar de Northumbrie, les Écossais, etc.) et conquiert York le 20 septembre. Harold II d'Angleterre, dont les forces sont réunies à la va-vite, marche vers le nord et, le 25 septembre, surprend les Vikings à Stamford Bridge. La bataille est sanglante, elle s'achève sur une victoire pour le roi anglo-saxon, le roi norvégien et Tostig sont tués avec la majorité de leur troupe. Cette défaite met fin à l'ère viking en Angleterre.
Poussée par un vent enfin favorable, l'armada normande débarque le 28 septembre 1066 dans la baie de Pevensey, dans le Sussex de l'Est, quelques jours à peine après la victoire d'Harold sur les Norvégiens. Cette conjonction s'avère cruciale : l'armée d'Harold, épuisée par les combats contre Harald, doit traverser à marche forcée toute l'Angleterre et se battre contre un ennemi reposé et qui a eu le temps de se retrancher. Guillaume prend pour base la bourgade de Hastings où il met sur pied un château de terre et de bois. Le choix du Sussex comme lieu de débarquement est une provocation pour Harold dont cette région est le domaine personnel.

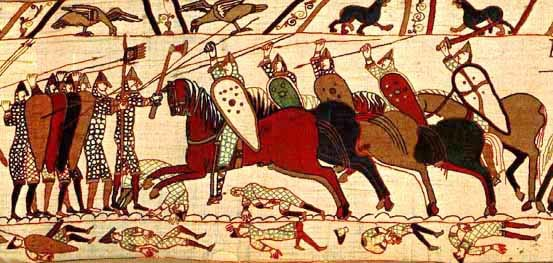
Assaut de la cavalerie normande à Hastings. Scène de la tapisserie de Bayeux.

Le 14 octobre au matin, la bataille d'Hastings s'engage : elle dure toute une journée, une durée exceptionnelle pour l'époque. Après un duel d'archers qui ne permet pas de départager les armées, des soldats normands partent à l'assaut à pied, suivis par la cavalerie. Les Saxons tiennent bon et les Normands doivent se replier. Alors que les Normands sont proches de la débandade et que la rumeur de la mort du duc se propage, Guillaume (dont le cheval avait été tué par un javelot) doit enlever son casque pour se faire reconnaître. À l'aile gauche, l'armée bretonne est submergée par une contre-attaque saxonne, qui nécessite le secours de la cavalerie de Guillaume. À la fin de ce premier assaut, les pertes sont grandes de part et d'autre et Harold a perdu ses deux frères Gyrth et Leofwine. Après un nouvel assaut infructueux, les Normands font mine de reculer : les Saxons qui quittent leurs rangs sont massacrés par la cavalerie normande. La manœuvre est répétée, sans faire faiblir les troupes d'élite saxonnes. Selon une tradition qui veut y voir une manifestation divine, un deuxième assaut des archers normands aurait touché notamment Harold à l'œil. Guillaume envoie alors la cavalerie. D'après le récit du Carmen de Hastingae Proelio, quatre hommes de confiance (Eustache II de Boulogne, Hugues II de Montfort, Hugues de Ponthieu, fils de Hugues II de Ponthieu, et Gautier Giffard) se détachent pour atteindre Harold, qui tombe sous leurs coups. Selon une autre tradition, c'est Guillaume qui achève lui-même le roi saxon. La cause réelle de la mort reste indéterminée. Quoi qu'il en soit, sans chef, l'armée anglo-saxonne est mise en déroute.
Malgré la défaite, les Anglais ne capitulent pas. Au contraire, le clergé et certains seigneurs nomment le jeune Edgar Ætheling comme le nouveau roi. Guillaume doit poursuivre sa conquête armée ; il sécurise Douvres et une partie du Kent, prend Cantorbéry et Winchester, où se trouve le trésor royal. Ses arrières étant alors assurés, Guillaume part vers Southwark, rejoint la Tamise fin novembre. Les Normands encerclent Londres par le sud et l'ouest, brûlant tout sur leur passage. Ils traversent la Tamise à Wallingford début décembre, où l'archevêque Stigand se soumet, bientôt suivi par Edgar, Morcar, Edwin et l'archevêque Ealdred, alors que Guillaume prend Berkhamsted. Sans résistance, il rentre dans Londres, où il lance immédiatement la construction d'un nouveau château (qui deviendra la Tour de Londres), et reçoit la couronne anglo-saxonne le 25 décembre 1066 dans l'abbaye de Westminster,.

### L'affirmation du nouveau roi

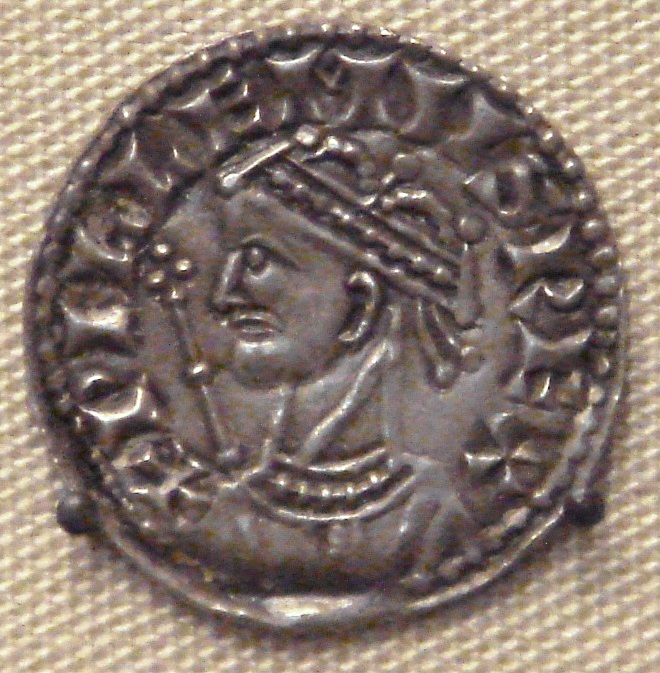
Pièce représentant d'Angleterre.

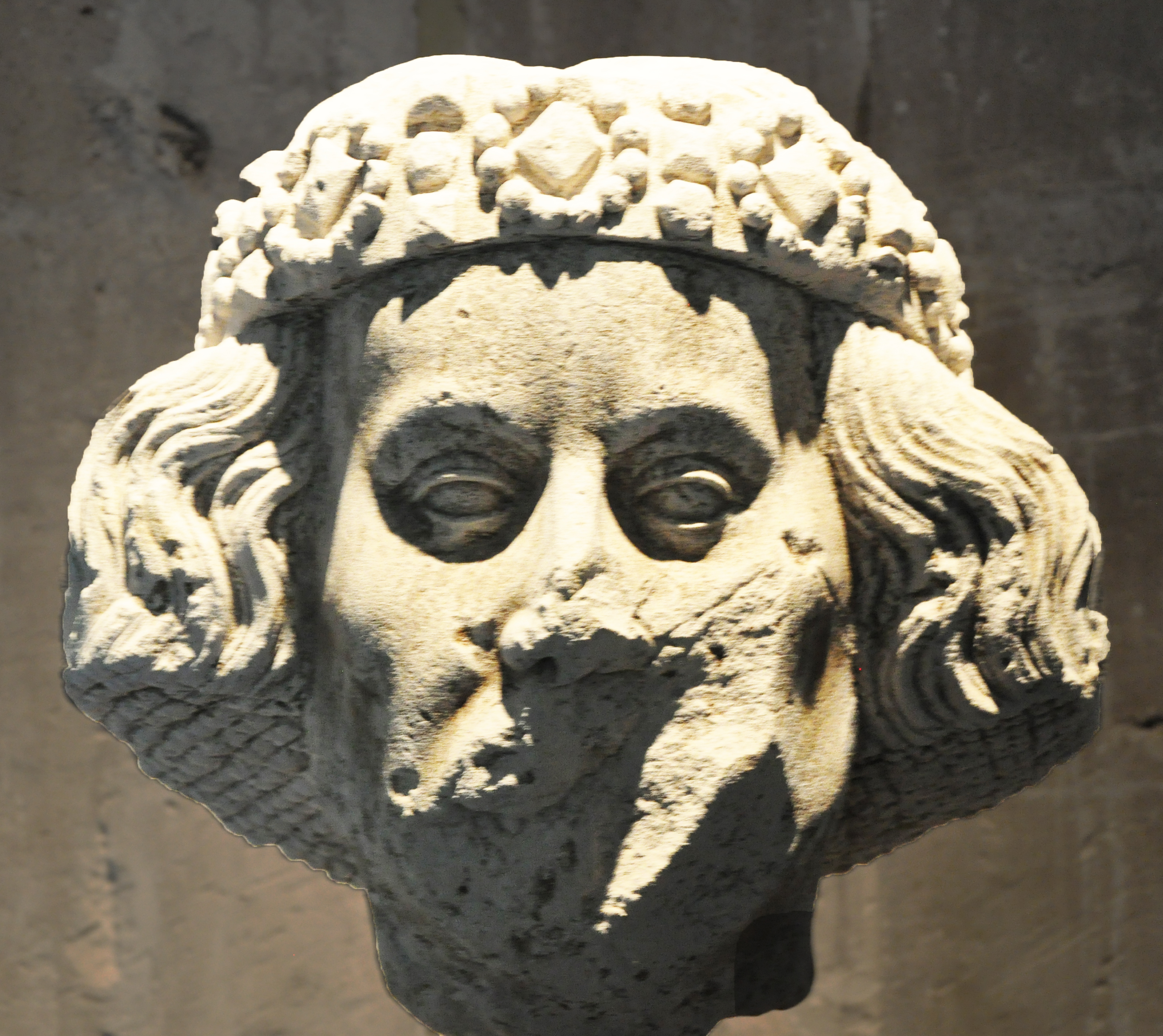
Tête dite de Guillaume le Conquérant, musée de l'abbaye de Jumièges.

#### Premières actions
Guillaume reste en Angleterre après son couronnement afin d'asseoir son pouvoir et de s'assurer le soutien des locaux. Edwin de Mercie, Morcar de Northumbrie et Waltheof de Northumbrie conservent leurs terres et leur titre. Un mariage avec une fille de Guillaume est promis à Edwin. Des terres sont données également à Edgar Ætheling et le clergé n'est pas changé, y compris Stigand qui est pourtant en opposition avec le pape. D'autres, qui ont combattu à Hastings, se voient confisquer leurs terres, notamment Harold et ses frères tués. En mars, Guillaume peut retourner en Normandie, accompagné de Stigand, Morcar, Edwin, Edgar et Waltheof, en position d'otages. Il confie à son demi-frère Odon de Bayeux, et à Guillaume Fitz Osbern, le fils de l'ancien protecteur du jeune duc Osbern de Crépon, la gestion du royaume. Ces deux fidèles ont joué un rôle décisif dans la conquête du pays, aussi bien lors des préparatifs que lors des combats. Guillaume Fitz Osbern reçoit en récompense de vastes territoires (île de Wight, les domaines royaux du Herefordshire et du Gloucestershire et de nombreuses seigneuries à travers le pays), ainsi que le titre de comte. Odon est lui fait comte de Kent, nommé responsable de Douvres et de son château, et remplace Léofwine Godwinson dans la plupart de ses possessions. Ses vastes terres à travers l'Angleterre lui rapportent, d'après le Domesday Book en 1086, plus de 3 240 £ par an, ce qui en fait le plus riche des seigneurs (tenants-in-chief, « seigneurs concédants ») du royaume.
Le duc compte sur eux pour dominer une Angleterre rebelle à l'autorité des nouveaux occupants. Par leur refus de rendre justice aux Anglais opprimés par les officiers normands, ils incitent cependant à des révoltes difficiles à réprimer,. Les premiers actes de résistance apparaissent en Angleterre : Eadric le Sauvage attaque Hereford et des révoltes éclatent à Exeter, où se trouve Gytha de Wessex, la mère d'Harold. FitzOsbern et Odon peinent à contrôler la population et lancent en réaction un programme de construction de châteaux-forts à travers le royaume, à partir desquels d'autres Normands pacifient la région environnante. Par ailleurs, Eustache de Boulogne, allié de Guillaume lors de la bataille d'Hastings, tente de prendre le château de Douvres mais est repoussé. Il doit alors abandonner ses terres anglaises avant de se réconcilier avec Guillaume quelque temps plus tard. Enfin les fils d'Harold lancent un raid depuis l'Irlande dans le Sud-Ouest du pays, près de Bristol. Ils sont défaits finalement par Eadnoth the Constable (en) en 1068.
Guillaume fait son retour en Angleterre en décembre 1067. Il marche sur Exeter, qu'il fait tomber après un siège. À Pâques, Guillaume est à Winchester, où il est rejoint par Mathilde, à son tour couronnée reine en mai 1068.

#### Résistance anglaise

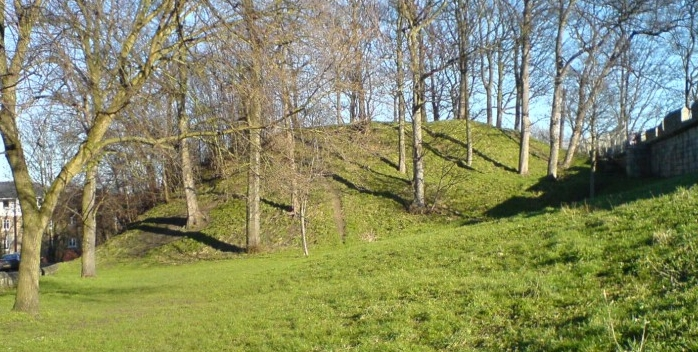
Les restes d'une motte castrale construite à York par Guillaume.

Après la soumission d'Edgar Ætheling et l'accession de Guillaume le Conquérant au trône en décembre 1066, la population du nord de l'Angleterre, traditionnellement rebelle à l'autorité du roi d'Angleterre, se trouve hors de contrôle et les adversaires anglo-saxons des Normands s'y réfugient. Edwin de Mercie, fâché de ne toujours pas avoir reçu en mariage la fille du roi promise et inquiet du pouvoir croissant de Guillaume Fitz Osbern dans le Herefordshire, s'enfuit de la cour au début de l'été 1068 et se réfugie dans le nord avec son frère Morcar. L'arrivée des deux comtes permet le regroupement des rebelles à Guillaume : Bleddyn ap Cynfyn, roi de Gwynedd, et Gospatrick de Northumbrie rallient leur camp. L'armée ainsi rassemblée lance une marche sur York puis prend le chemin du sud. Le mouvement se désintègre bientôt alors que le Conquérant prend la route du nord avec son ost. Les Normands élèvent partout des mottes castrales et y placent des garnisons. Après avoir lancé la construction des châteaux de Warwick et de Nottingham, il arrive sans opposition à York et reçoit la soumission d'Edwin et Morcar, ainsi que celle de l'évêque Æthelwine de Durham et de nombreux barons du Yorkshire. Il fait construire une motte castrale pour protéger la ville, et négocie avec Malcolm III d'Écosse afin qu'il ne prête pas assistance à Egdar Ætheling, réfugié à sa cour avec Gospatrick. Puis il redescend vers le sud, faisant construire de nouveaux châteaux à Lincoln, Huntingdon, Cambridge. Le déploiement de puissance a été impressionnant, mais peu a été fait pour diminuer la capacité de rébellion du nord. Guillaume rentre en Normandie fin 1068.

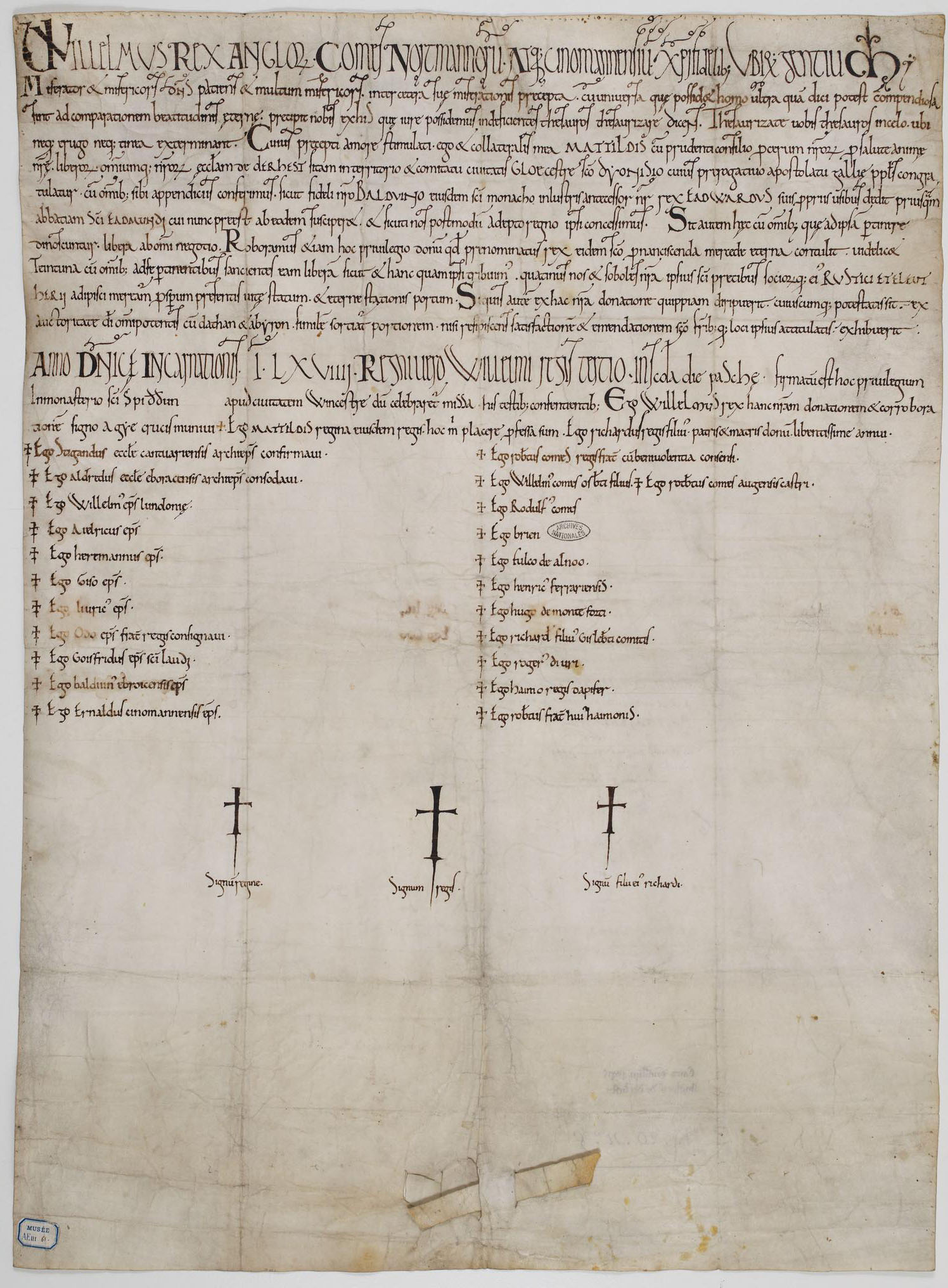
Charte royale du 14 avril 1069 donnant la terre de Deerhurst dans le Gloucestershire à l'abbaye de Saint-Denis (Archives nationales).

Le Conquérant décide d'envoyer Robert de Comines pour prendre en charge le comté de Northumbrie en remplacement de Gospatrick. Comines part avec une armée. À l'approche de Durham, l'évêque Æthelwine le fait prévenir qu'une armée anglo-saxonne s'est constituée, mais il ignore l'avertissement et entre dans la ville. Le 28 janvier 1069, les fidèles d'Edgar Ætheling attaquent la ville, tuant les Normands et brûlant Comines. Ils partent ensuite à l'attaque de York, la principale ville septentrionale, qui est bientôt soumise. Le château d'York tient cependant bon, et les occupants font prévenir le Conquérant qui arrive bientôt en renfort et fait fuir les rebelles. Il lance la construction d'un second château, sur la rive droite de l'Ouse, qu'il confie à Guillaume Fitz Osbern. Il retourne à Winchester assister aux fêtes de Pâques, pendant que Fitz Osbern défait les Anglo-saxons.
Le nord reste calme pendant cinq mois : en août 1069, une flotte danoise débarque sur les côtes anglaises. Les leaders anglais ont proposé la couronne au roi de Danemark Sven Estridsen, le neveu de Knut le Grand qui a régné sur l'Angleterre de 1016 à 1035. Il envoie une flotte estimée à 240 bateaux, composée de Danois et de Norvégiens, dirigée par trois de ses fils et son frère. Elle remonte les côtes anglaises du Kent à la Northumbrie, et débarque finalement dans le Humber, où elle joint ses forces à celles des Anglais autour d'Edgar Ætheling, Gospatrick et Waltheof, le comte d'Huntingdon. Ils font alors route vers York. Fin septembre, les hommes en garnison dans les deux châteaux d'York tenus par Guillaume Malet mettent le feu à la ville avant l'arrivée des Anglais. Trop peu nombreux, ils sont massacrés - c'est la plus lourde défaite que les Normands auront à subir en Angleterre. L'attaque s'arrête cependant là : à la rumeur de l'approche du roi, qui doit composer à la même période avec l'attaque du Maine sur le continent, les alliés s'enfuient, évitant l'affrontement direct. Cependant l'arrivée des Danois engendre des soulèvements dans tout le pays : Devon, Cornouailles, Somerset et Dorset. Dans le Herefordshire, Eadric le Sauvage, un baron anglo-saxon, s'allie avec des princes gallois et lance une grande révolte, qui se répand dans le Cheshire au nord et au Staffordshire à l'est.
Les seigneurs normands n'étant pas capables de réprimer cette révolte, le Conquérant décide de se charger en personne de la répression. Pendant que Robert de Mortain et son cousin Robert d'Eu surveillent les Danois sur le Humber, il défait les insurgés concentrés à Stafford et retourne vers le Lindsey fin novembre. Informé que les Danois se préparent à attaquer York, il tente de les rattraper en vain ; il isole la ville en faisant dévaster une large ceinture de territoire au nord et à l'ouest. Payés pour abandonner et rentrer, les Danois retournent à leurs bateaux.
Pour résoudre définitivement le problème posé par la Northumbrie et empêcher une nouvelle rébellion, Guillaume décide de poursuivre sa campagne de dévastation. Après les fêtes de Noël passées dans les ruines de York, il part en campagne, brûlant les villages, massacrant les habitants, détruisant les réserves de nourritures et les troupeaux : les survivants, affamés, succombent en masse. En arrivant à la Tees, il reçoit la soumission de Waltheof et Gospatrick, qui conservent finalement leurs terres. Edgar a lui fui en Écosse. Il fait enfin route à travers les Pennines vers le Cheshire en Mercie, où subsiste la dernière poche de résistance. Bien qu'épuisée, son armée écrase la révolte mercienne. Guillaume fait construire de nouveaux châteaux à Chester et Stafford, retourne à Salisbury peu avant la Pâques 1070, et libère ses hommes.
La destruction des terres entre le Humber et la Tees, dans le Yorkshire notamment, est totale et très cruelle. Dans le Domesday Book, rédigé dix-sept ans plus tard, une grande partie des terres est toujours à l'abandon. Déjà pauvre et dépeuplé avant la révolte, le nord s'enfonce dans une situation économique difficile qui perdure jusqu'à la fin du Moyen Âge.

#### Réformes religieuses
Arrivé à Winchester pour la Pâques 1070, Guillaume reçoit trois légats du pape Alexandre II, qui le couronnent officiellement en tant que roi d'Angleterre, donnant ainsi le sceau d'approbation papal. Les légats et le roi organisent ensuite une série de conciles dédiés à la réforme et à la réorganisation du clergé anglais. Stigand et son frère Æthelmær, évêque de Elmham, sont déposés sous le prétexte de simonie, comme d'autres abbés natifs.
Le roi d'Angleterre et duc de Normandie passe un accord avec la papauté. À partir de 1066, il s'engage à favoriser la réforme grégorienne. En échange, il obtient du pape Grégoire VII de procéder, contrairement au droit canon, aux nominations des prélats (investiture laïque des abbés, des archevêques).
Le concile de Whitsun voit la nomination de Lanfranc comme nouvel archevêque de Cantorbéry, et Thomas de Bayeux comme archevêque d'York, en remplacement d'Aldred, mort en septembre 1069. À l'issue des conciles, seuls deux évêques anglais restent en office, les autres ayant été remplacés par des Normands.
En 1070, Guillaume fonde l'abbaye de Battle, un nouveau monastère situé à proximité du site de la bataille d'Hastings, comme lieu de pénitence et de mémoire.
Ces réformes religieuses dynamisent le clergé, comme en témoignent l'ouverture de 48 nouveaux monastères bénédictins et la réouverture de 13 autres entre 1066 et 1200.

### Les difficultés de la seconde partie de règne

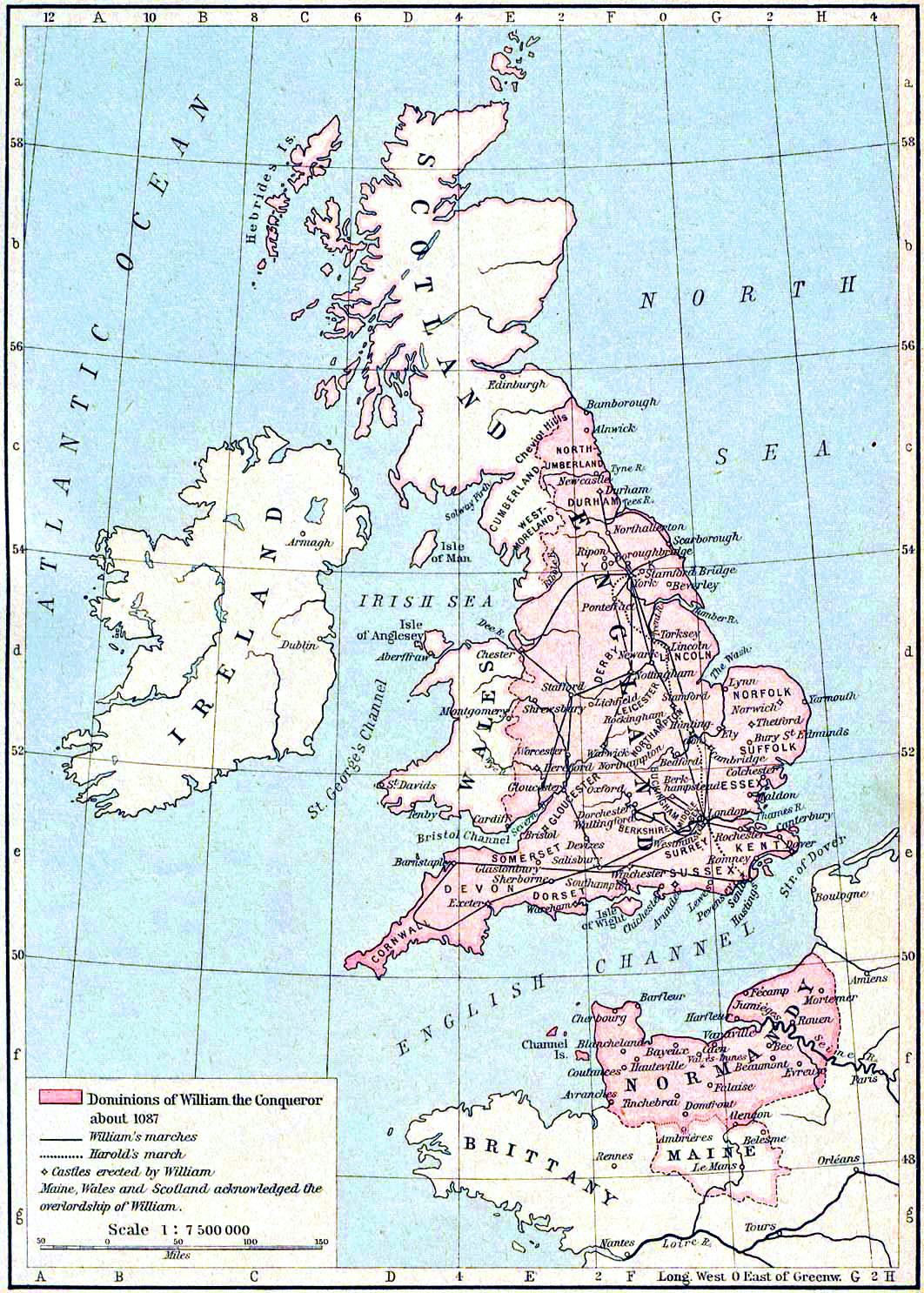
Les possessions de Guillaume à sa mort en 1087.

#### Premiers revers
En 1066, Guillaume le Conquérant a bénéficié d'une heureuse conjoncture politique et diplomatique qui lui a permis de conquérir l'Angleterre sans être menacé ou attaqué sur ses arrières. Cette situation exceptionnelle change après son retour en Normandie en mars 1067. Durant les vingt dernières années de son règne, Guillaume doit faire face à plusieurs révoltes intérieures et au réveil des principautés voisines. Ses difficultés sont augmentées du fait de l'extension de son territoire : il ne peut pas intervenir partout, directement et rapidement.
D'abord, l'Angleterre ne se soumet pas facilement : malgré la répression sévère consécutive aux révoltes de 1067 et 1069, Guillaume doit intervenir à nouveau dès 1070 au nord du royaume pour faire face aux raids danois et à des nouvelles rébellions. Alors que Sven II de Danemark avait promis à Guillaume de quitter l'île, il revient au printemps 1070, s'allie avec Hereward l'Exilé et mène des raids contre le Humber et l'Est-Anglie depuis l'Isle of Eley, dont la situation stratégique confère un rôle de refuge aux rebelles anglais. L'armée d'Hereward attaque notamment la cathédrale de Peterborough qui est saccagée. Guillaume parvient cependant à s'assurer le départ de Sweyn sans avoir à l'affronter.
Sur le continent, Guillaume subit plusieurs échecs : la Flandre plonge dans une crise de succession après la mort du comte Baudouin VI en juillet 1070 et, malgré une intervention militaire, le duc de Normandie ne parvient pas à imposer le parti de la veuve, Richilde, sa belle-sœur face à celui de Robert, le frère de Baudoin. Guillaume Fitz Osbern, revenu début 1071 en Normandie pour assister la reine Mathilde, est tué en février 1071 à la bataille de Cassel, alors qu'il mène une petite force pour aider Arnoul III, l'héritier mineur du comté de Flandre, aux côtés de l'armée française contre son oncle Robert. Guillaume le Conquérant perd l'un de ses meilleurs barons mais aussi, selon l'historien François Neveux, son plus fidèle et loyal collaborateur. Selon Guillaume de Malmesbury, un mariage est alors planifié entre ce dernier et Richilde de Hainaut. La victoire de Robert à Cassel renverse les rapports de domination dans le nord de la France.
En 1071, Guillaume écrase une rébellion au nord de l'Angleterre : le comte Edwin est trahi par ses propres hommes et tué, tandis que l'île est prise par Guillaume après un combat acharné. Hereward parvient à s'échapper mais Morcar est capturé et destitué. L'année suivante, Guillaume envahit l'Écosse, en réaction à l'attaque de Malcolm III sur le nord du royaume. Les deux hommes signent la paix avec le traité d'Abernethy, le fils aîné de Malcolm Duncan II rejoignant la cour de Guillaume comme garantie. Edgar Ætheling doit également quitter la cour de Malcolm, mais ce dernier trouve refuge à la cour du nouveau comte de Flandre…
Guillaume peut traiter les affaires du duché. Bien que nominalement possédé par le fils du Conquérant, le Maine se détache en effet de l'influence normande. Menés par Hubert de Sainte-Suzanne, les habitants du Mans se révoltent en 1069. Si après une brève campagne militaire Guillaume réoccupe la région à son retour en 1073, la situation ne se calme que temporairement. Derrière les difficultés du duc-roi dans le Maine et en Bretagne, se cachent les agissements de ses deux principaux ennemis, à savoir le comte d'Anjou Foulque le Réchin et le roi de France Philippe Ier. Ils soutiennent tous les révoltés contre le Normand. Tout un symbole, Robert de Flandres marie sa demi-sœur Berthe au roi de France en 1072.
Guillaume doit passer toute son année 1074 en Normandie, et confie l'Angleterre, qu'il considère comme pacifiée, à quelques fidèles, parmi lesquels Richard Fitz Gilbert (ou Richard de Bienfaite), Guillaume Ier de Warenne et Lanfranc. Edgar Ætheling en profite pour faire son retour en Écosse, d'où il répond à la proposition du roi de France Philippe Ier de se voir confier le château du port de Montreuil, d'où il pourrait profiter d'une position menaçante sur le territoire de Guillaume. Las, sa flotte est projetée sur les côtes anglaises par une tempête : ses hommes sont en grande partie capturés mais il parvient à retrouver l'Écosse. Il se convainc alors d'abandonner ses ambitions sur le trône d'Angleterre et de faire la paix avec Guillaume, dont il intègre la cour,.

#### La révolte des comtes
Pour autant, Guillaume n'en a pas fini avec l'Angleterre, puisque dès l'année suivante, une nouvelle rébellion éclate. Les raisons de cette révolte sont obscures. La conspiration débute à l'occasion du mariage de Ralph de Gaël (aussi connu comme Raoul de Gaël), un comte anglo-breton, et d'Emma, fille de Guillaume Fitz Osbern. Ralph convainc son nouveau beau-frère Roger de Breteuil, 2e comte d'Hereford, de s'associer à lui. La conspiration se renforce quand Waltheof, comte de Huntingdon et de Northumbrie, neveu par alliance du Conquérant, la rejoint, de façon plus ou moins volontaire.
Membre influent dans la communauté des Bretons venus avec le Conquérant en 1066, Ralph obtient facilement leur soutien dans sa rébellion ; il demande par ailleurs l'aide des Danois, en vain. Pendant qu'il organise sa révolte en Angleterre, ses alliés en Bretagne se préparent à se révolter contre Hoël II de Bretagne et attaquer la Normandie. Mais finalement Waltheof se décourage et confesse la conspiration à Lanfranc, administrateur du royaume en l'absence de Guillaume. La rébellion débute, mais elle est réprimée rapidement sans grands combats : les Anglo-Saxons Wulfstan, évêque de Worcester, et Æthelwig, abbé d'Evesham, aidés par les barons normands Urse d'Abbetot et Gautier de Lacy, contiennent dans le Herefordshire Roger de Breteuil, qui ne peut joindre ses forces à celle de Ralph de Gaël. Au même moment, Guillaume de Warenne et Richard de Bienfaite, que le roi a établi comme Chief Justiciars pendant son absence, ainsi que les évêques guerriers Odon de Bayeux et Geoffroy de Montbray barrent la route de Ralph de Gaël dans le Cambridgeshire.

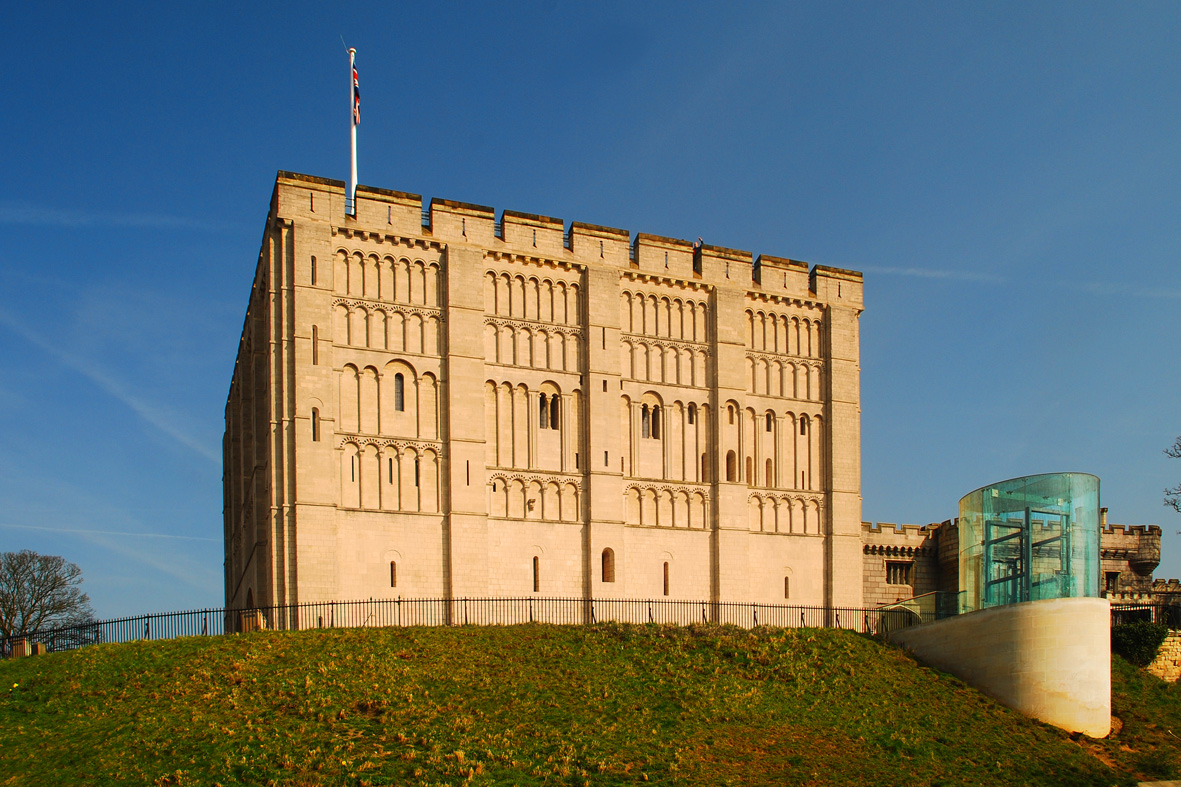
Le château de Norwich, où les rebelles sont assiégés.

Ralph se replie vers Norwich, les forces royales à ses trousses. Laissant sa femme défendre le château de Norwich, il retourne en Bretagne. La comtesse est assiégée dans son château jusqu'à obtenir un sauf-conduit pour elle et ses partisans. Leurs terres sont confisquées, et il leur est laissé 40 jours pour quitter le royaume. Ralph de Gaël est dépouillé de ses terres anglaises et de son titre de comte. Roger de Breteuil est arrêté à son tour, dépossédé, et condamné à la prison à vie. Waltheof, revenu en Angleterre avec Guillaume, est finalement arrêté et bientôt condamné à mort, malgré l'opposition de Lanfranc et d'autres (Waltheof n'aurait été qu'un comparse involontaire, qui de plus avait révélé l'intrigue). Le roi ne change pas d'avis, probablement encouragé par sa nièce Judith, qui a témoigné contre son mari : Waltheof est décapité le 31 mai 1076, près de Winchester. Il est le dernier comte anglo-saxon d'Angleterre.
Rentré en Bretagne et allié à Geoffroy Granon, Ralph de Gaël continue sa rébellion depuis son fief de Gaël, à la fois contre le Conquérant et contre Hoël II, le duc de Bretagne. En septembre 1076, Guillaume l'assiège dans le château de Dol, à proximité du duché de Normandie, en vain. Le roi de France Philippe Ier, voyant là une opportunité à saisir pour affaiblir Guillaume, vient à la rescousse de Dol avec succès. Le Conquérant doit lever le siège et s'enfuir rapidement, ses pertes en hommes et en matériel sont très lourdes.

#### Dernières années
La défaite de Guillaume à Dol est le premier revers sérieux qu'il subit sur le continent : elle écorne sa réputation, et ses adversaires se voient donner l'opportunité de pousser plus loin leur avantage. Ralph de Gaël reste un seigneur puissant et bien établi. Fin 1076, Jean de la Flèche, l'un des plus fervents soutiens de Guillaume le Conquérant dans le Maine est attaqué par Foulque le Réchin, le comte d'Anjou. Guillaume doit venir à son secours. En 1077, Simon de Crépy, comte d'Amiens, de Vexin et de Valois, se retire au monastère de Condat. Philippe Ier consolide sa position dans le Vexin français sans sérieuse opposition, en face du duché. Guillaume et le roi Philippe Ier ratifient la paix entre eux, l'Epte étant rappelée comme frontière entre la France et la Normandie. De même, une paix est signée avec Foulques d'Anjou avant début 1078.
Le roi Philippe Ier espère par tous les moyens rabaisser la trop grande puissance normande. Le règne de Guillaume marque d'ailleurs le début d'une guerre récurrente entre roi d'Angleterre et roi de France.
Guillaume voit son fils aîné Robert, dit Courteheuse, entrer à son tour en rébellion. Intronisé comte du Maine par son père en 1063, alors qu'il n'a qu'une douzaine d'années, et reconnu officiellement par Guillaume comme son héritier, Robert n'a cependant pas de pouvoir. Quand Guillaume reconquiert le Maine en 1073, Robert ne fait pas partie de l'expédition. Le chroniqueur Orderic Vital décrit une dispute opposant Robert à ses deux frères plus jeunes Guillaume le Roux et Henri, qui aurait décidé l'aîné de quitter la Normandie en secret dès le lendemain. Il semble que Robert ne supportait plus que son père ne lui confiât aucun territoire, l'empêchant ainsi de subvenir lui-même à ses besoins financiers. Guillaume ne voulait pas partager son autorité et avait probablement peu confiance dans les qualités de gouvernement de son fils aîné. Par ailleurs, la révolte de Courteheuse peut s'analyser comme un « classique conflit de génération » entre un père représentant d'une époque austère et un fils fastueux, témoin d'une jeunesse bouillonnante.
Robert et ses fidèles (parmi lesquels plusieurs fils des soutiens de Guillaume : Robert II de Bellême, Guillaume de Breteuil et Roger Fitz Richard) trouvent refuge auprès de Hugues Ier de Châteauneuf, seigneur du Thymerais, et s'installent dans son château de Rémalard. Guillaume le Conquérant, assisté de Rotrou II du Perche, assiège et s'empare du château. Robert trouve refuge chez son oncle Robert le Frison puis à la cour du roi Philippe Ier de France, deux des principaux ennemis du duc de Normandie. Ce dernier aide Robert à lever une puissante armée en 1078 et lui confie la forteresse de Gerberoy face à la frontière normande, où les rejoignent de nouveaux rebelles.
Guillaume le Conquérant assiège le château en janvier 1079, mais Robert tient son père en échec. Les troupes assiégées sortent du château par surprise et attaquent les assaillants : Robert ferait même tomber son père de cheval en combat singulier selon une chronique. L'armée de Guillaume doit battre en retraite à Rouen. Finalement les deux hommes finissent par signer le 12 avril 1080, Guillaume confirmant Robert comme son héritier. Robert reçoit des responsabilités en Angleterre aux côtés de son oncle Odon de Bayeux.
Cette nouvelle défaite militaire incite les adversaires de Guillaume à attaquer ses terres. En août et septembre 1079, le roi d'Écosse Malcolm III attaque le nord de l'Angleterre. Il pille le Northumberland pendant trois semaines sans opposition, et rentre au pays avec un lourd butin et de nombreux esclaves. Le manque de résistance armée choque les habitants de Northumbrie, qui se rebellent à leur tour au printemps 1080 contre Guillaume Walcher, évêque de Durham, devenu comte de Northumbrie en 1075. Le meurtre du comte Ligulf de Lumley, un Northumbrien, par l'archidiacre Leobwin sert d'étincelle : Walcher et plusieurs de ses hommes, venus à la rencontre des habitants, sont tués. Guillaume envoie son demi-frère Odon de Bayeux mater la révolte : la majeure partie de la noblesse autochtone doit s'exiler et le pouvoir de la noblesse anglo-saxonne en Northumbrie est brisé.
Guillaume quitte la Normandie en juillet 1080, et en automne son fils Robert est envoyé en campagne contre les Écossais. Robert prend Lothian, forçant Malcolm à négocier, et fait construire un nouveau château à Newcastle-on-Tyne sur la route du retour. Le roi est à Gloucester à Noël et à Winchester pour Pentecôte en 1081 ; il visite également le pays de Galles, où il amène dans la cathédrale de St David's les reliques de Saint David de Ménevie. Une ambassade papale est accueillie à cette époque, venue demander la fidélité de l'Angleterre au Pape, ce que Guillaume refuse.

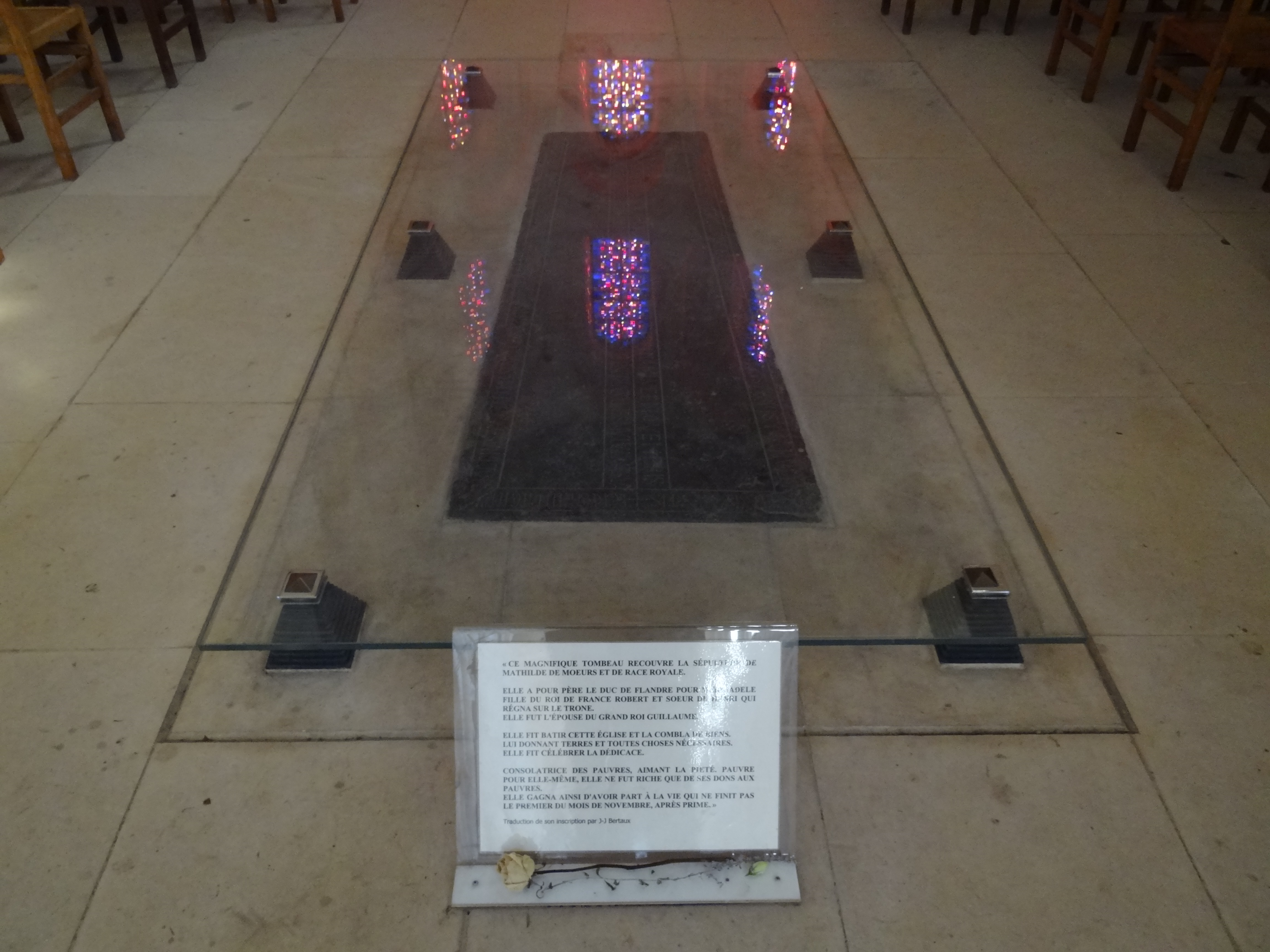
Tombe de la reine Mathilde à l'abbaye aux Dames de Caen.

Fin 1081, Guillaume est de retour sur le continent, pour intervenir de nouveau dans le Maine. Son expédition s'achève sur un accord négocié par l'intermédiaire d'un légat du pape. Guillaume ordonne l'arrestation de son demi-frère Odon en 1082, pour des raisons qui ne sont pas certaines : Orderic Vital l'explique par les ambitions d'Odon de devenir pape et par son projet d'envahir le sud de l'Italie avec l'aide de certains vassaux de Guillaume, ce qu'il aurait caché au duc-roi. Odon est emprisonné mais ses terres lui sont conservées. Peu après, son fils Robert se révolte de nouveau et rejoint le roi de France Philippe Ier.
Enfin, la reine Mathilde, avec laquelle Guillaume forme un couple solide et fidèle, tombe malade à l'été 1083. Reine active et régente du duché pendant les séjours de Guillaume hors de Normandie, elle meurt le 2 novembre 1083. Ses nombreuses terres en Angleterre sont léguées à son benjamin Henri, tandis que sa couronne et son sceptre vont aux nonnes de la Sainte-Trinité. Selon sa volonté, elle est inhumée dans l'église de la Sainte-Trinité de Caen. Sa tombe subsiste encore de nos jours, mais a été pillée par les Protestants en 1562.
Guillaume semble gérer son duché ces années-là sans intervenir militairement. La situation au Maine ne se pacifie pas, Hubert de Beaumont-au-Maine étant assiégé à partir de 1083 dans son château de Sainte-Suzanne, en vain, pendant environ trois ans. Les troupes normandes, basées au Camp de Beugy et commandées un premier temps par Alain le Roux, sont plusieurs fois défaites. Guillaume, découragé par la mort de nombreux chevaliers, signe finalement la paix avec Hubert qui est rétabli dans ses terres.
Dans le nord de l'Angleterre, l'armée normande se prépare à une invasion du roi Knut IV de Danemark. Alors qu'aux Pâques 1084 il est en Normandie, Guillaume part un temps en Angleterre superviser le maintien de ses troupes en alerte et la collecte du danegeld, un impôt établi pour solder les troupes. Il lance pendant son séjour la rédaction du Domesday Book, inventaire de toutes les possessions dans son royaume, probablement dans un but de récolter plus d'argent de ses impôts. L'invasion danoise ne vient finalement pas, le roi mourant en juillet 1086.
Guillaume retourne en Normandie à l'automne 1086. Il marie sa fille Constance à Alan Fergant, duc de Bretagne, dans le but de renforcer ses alliances face au roi de France Philippe Ier. Confronté aux velléités de ce dernier, Guillaume lance une expédition sur le Vexin français en juillet 1087. Il conduit son armée jusqu'à Mantes, qu'il brûle. La tradition a gardé que ce fut dans la rue de la Chaussetterie, à Mantes, près du parvis Notre-Dame que le vainqueur trouva la mort dans son triomphe. Alors que le duc-roi est handicapé à la fin de sa vie par une obésité, une blessure ou une maladie le contraint, selon Orderic Vital, à retourner dans sa capitale, Rouen,.

## Mort
Guillaume agonise quelques jours, en toute lucidité, au prieuré de Saint-Gervais, aux portes de la ville. Avant de mourir, le 9 septembre 1087, le duc-roi règle sa succession : il confie à son fils aîné, Robert Courteheuse, le duché de Normandie, tandis que son deuxième fils, Guillaume le Roux, reçoit la couronne d'Angleterre. Son troisième fils, Henri, reçoit de l'argent. Enfin, il demande que tous les prisonniers qui promettent de ne pas troubler l'ordre public soient relâchés, ce qui sera notamment le cas de son demi-frère Odon.

### Dépouille

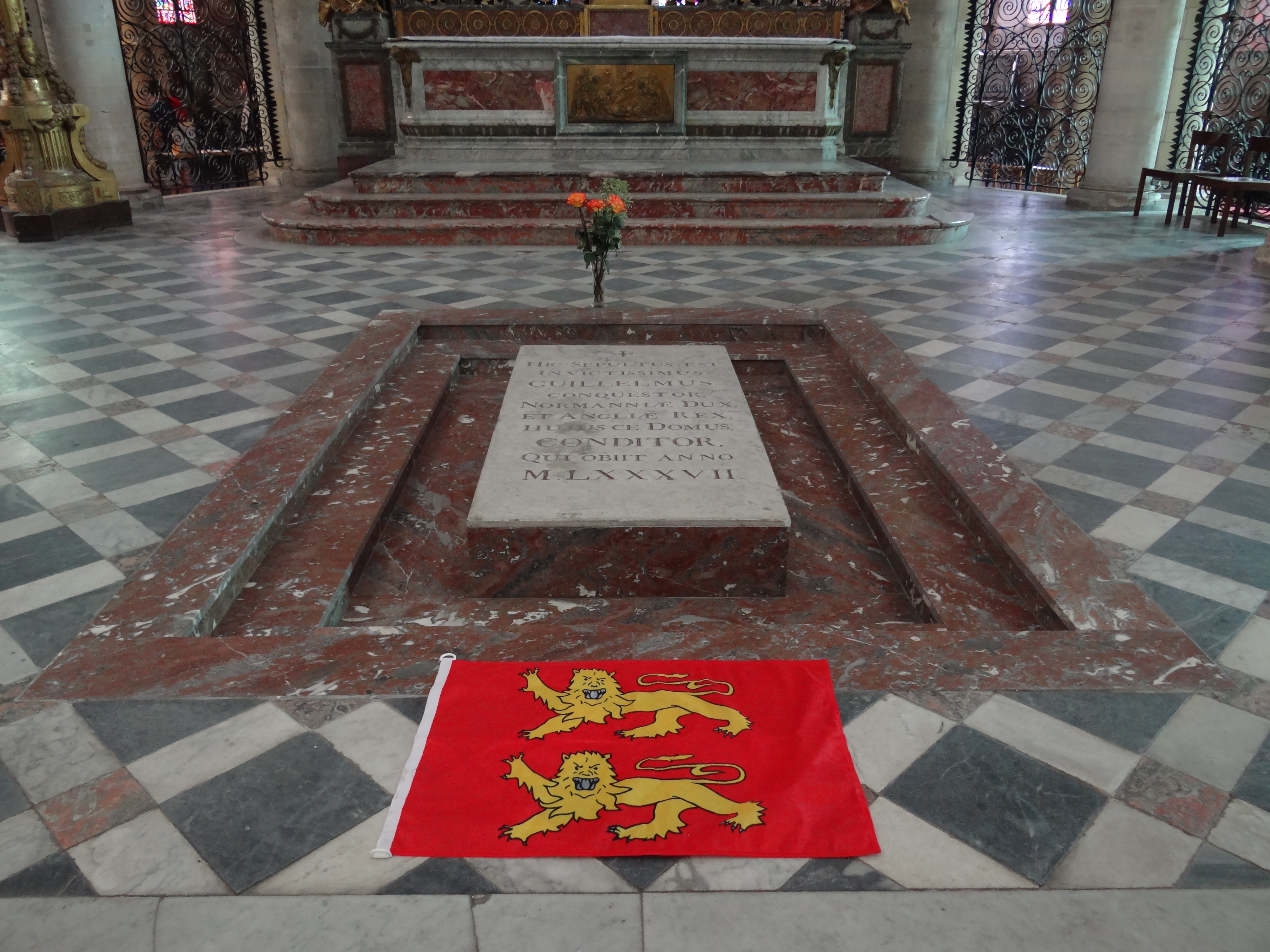
Tombe de Guillaume le Conquérant, à l'abbaye aux Hommes de Caen.

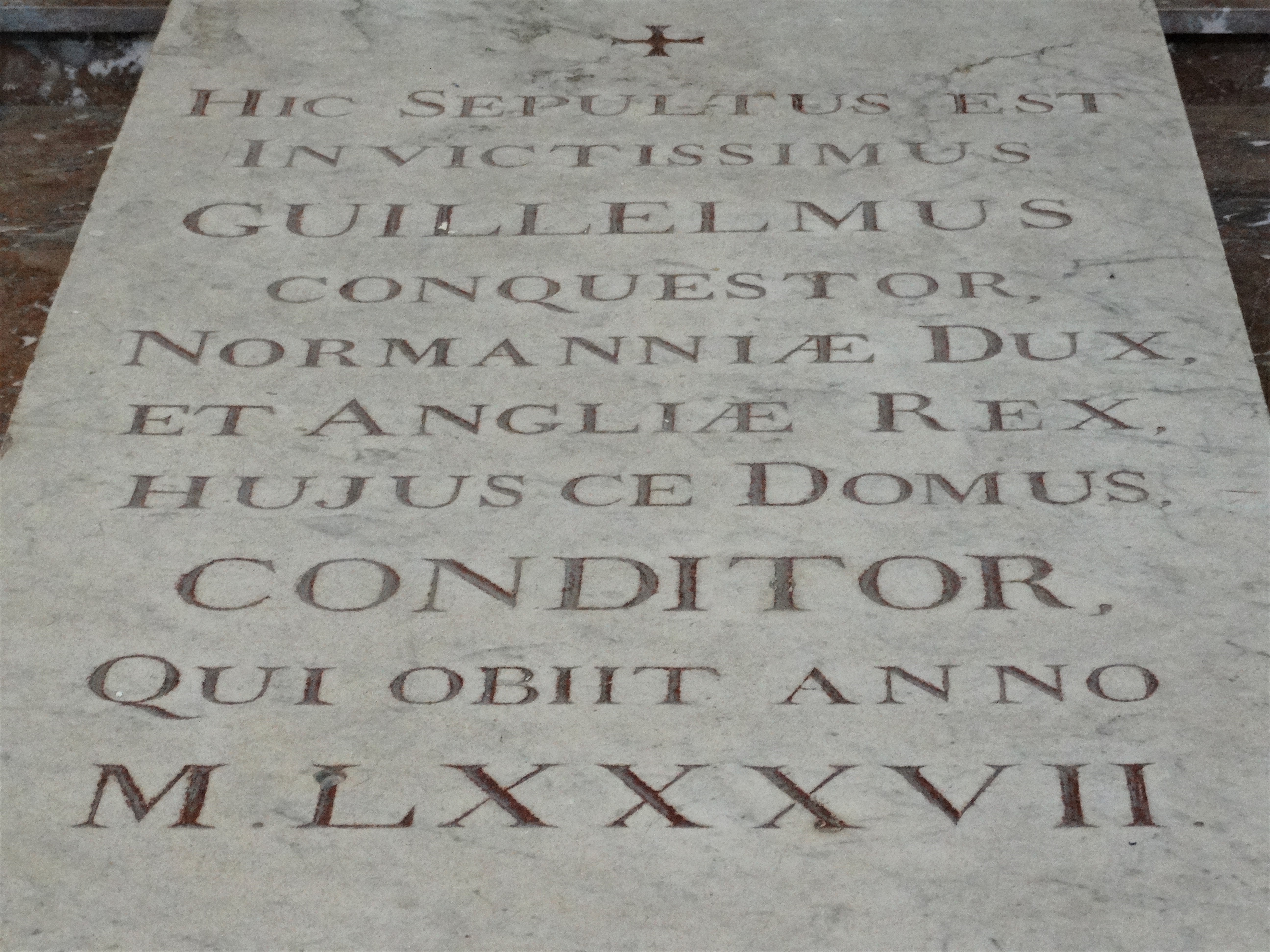
Inscription latine sur la tombe de Guillaume le Conquérant.

Son corps est ensuite transporté par mer jusqu'à Caen, pour être inhumé en l'abbatiale Saint-Étienne. En contant la triste fin de Guillaume, le chroniqueur Orderic Vital explique que lors de l'inhumation, il fallut forcer son corps pour pouvoir l'introduire dans le sarcophage, si bien que la peau de bœuf dans laquelle il était enveloppé se déchira, faisant éclater son ventre qui exhala une insupportable odeur de putréfaction. Ce point semble en contradiction avec un paragraphe précédent où le moine évoque « les embaumeurs et les croque-morts » qui préparèrent le corps mais les techniques d'embaumement égyptiennes étaient perdues à cette époque et les moyens empiriques utilisés ne garantissaient pas la préservation des corps.
Sa tombe est visitée plusieurs fois depuis son inhumation. En 1522, le mausolée est ouvert une première fois sur ordre papal. En 1562, pendant les guerres de religion, les protestants profanent son tombeau. Sa dépouille est exhumée, mise en pièces, et ses os dispersés ; seul son fémur gauche aurait été sauvé par le poète Charles Toustain de La Mazurie. La relique est placée dans un nouveau tombeau en 1642, qui est remplacé au XVIIIe siècle par un monument plus élaboré, lequel est détruit en 1793, pendant la Révolution française. Le coffret contenant le fémur est replacé sous une dalle de marbre blanc posée en 1801. L'épitaphe latine indique : « Hic sepultus est invictissimus Guillelmus Conquestor, Normanniæ Dux, et Angliæ Rex, hujus ce Domus, CONDITOR, qui obiit anno M . LXXXVII [millesimo octagesimo septimo] ».
L'ouverture du caveau maçonné se trouvant dans le chœur de l'abbatiale, le 22 août 1983, permet d'étudier le fémur attribué au duc : l'analyse de l'os révèle qu'il s'agit de celui d'un cavalier d'habitude, de grande stature (1,73 m).

## La Normandie et l'Angleterre sous Guillaume
La conquête de 1066 ne fonde pas un unique royaume anglo-normand. Normandie et Angleterre gardent leurs spécificités à travers leur administration ou leurs coutumes. En effet, ce sont deux couronnes, une ducale et une royale, détenues par un même titulaire, le duc de Normandie, dans le cadre d'une union personnelle.

### La Normandie

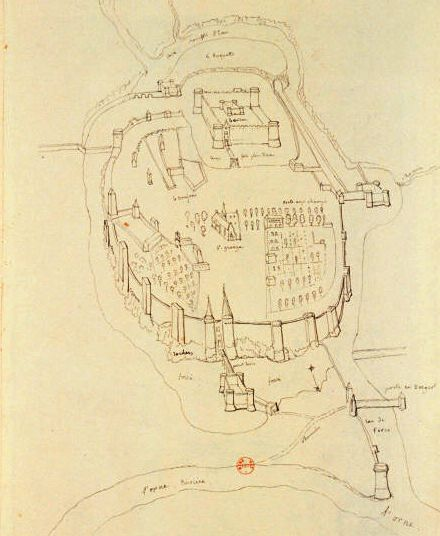
Plan du château de Guillaume à Caen.

Durant le règne de Guillaume le Conquérant, « l'organisation de la société normande est féodale ». On retrouve en effet dans le duché les fiefs, les tenures paysannes, le service militaire et la justice confiée aux feudataires. Le gouvernement du duché diffère peu de celui des règnes précédents : la féodalité est tempérée par un pouvoir central fort, matérialisé par un duc traversant constamment ses terres, visitant les seigneurs et collectant l'argent des impôts. Il détient le monopole de frappe monétaire et est capable de collecter une part considérable de ses revenus en argent. L'administration s'appuie sur des officiers publics, les vicomtes.
Les barons, laïques mais aussi ecclésiastiques, doivent fournir au duc un contingent militaire lorsqu'il en a besoin. En Normandie, on ne peut construire de châteaux que par autorisation du duc et ils peuvent lui être remis sur sa simple demande. Les guerres privées sont restreintes et les justices privées sont limitées par les cas réservés au duc et par le maintien d'une administration locale publique.
Le duc garde le contrôle sur l'Église, nommant les évêques et certains abbés et dirigeant les conciles de la province ecclésiastique de Normandie. Guillaume nourrit des relations proches avec le clergé, prenant part aux conseils et rencontrant régulièrement l'épiscopat, notamment Maurille qui remplace Mauger comme archevêque de Rouen à partir de 1055, et Lanfranc de Pavie, prieur de l'abbaye Notre-Dame du Bec, nommé abbé de Saint-Étienne de Caen en 1063. Au-delà de la fondation des deux monastères de Caen, Guillaume se montre globalement généreux avec l'Église. De 1035 à 1066, une vingtaine de nouveaux monastères sont fondés à travers le duché, représentant un développement remarquable de sa vie religieuse.

### L'Angleterre
Dans son nouveau royaume, Guillaume introduit de profonds changements, parmi lesquels une intégration de la loi normande au système légal anglo-saxon. En 1085, il commande ce qu'on peut appeler un recensement au sens moderne, le « Livre du Jugement Dernier » ou Domesday Book, inventaire des hommes et richesses du royaume. Il fait aussi construire de nombreux bâtiments et châteaux, notamment la tour de Londres.

#### Changements territoriaux

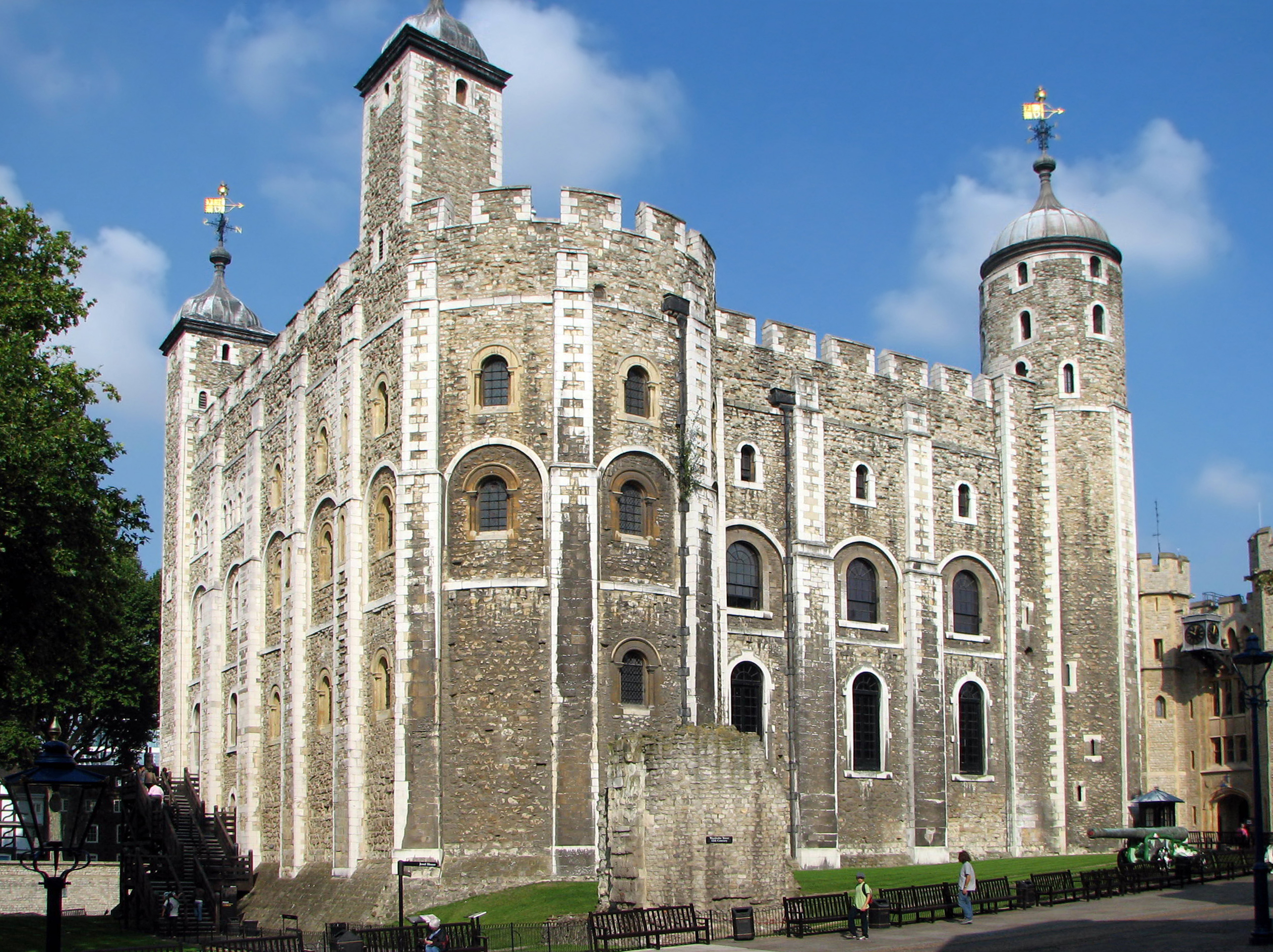
La Tour Blanche de la Tour de Londres, fondée par Guillaume.

Afin de sécuriser son royaume, Guillaume ordonne la construction de nombreux châteaux forts, donjons et autres mottes à travers l'Angleterre. La plus emblématique de ces constructions est la Tour de Londres, et son donjon la Tour Blanche, bâtie en pierre de Caen et bientôt vue en symbole de l'oppression infligée à Londres par la classe dirigeante normande. Ces fortifications permettent aux Normands de s'assurer un lieu de retraite en cas de révolte des Saxons, et fournissent aux troupes des bases pour occuper et défendre le territoire. D'abord faites de bois et de terre, ces constructions sont progressivement remplacées par des structures en pierre.
Outre ces châteaux, Guillaume entreprend la réorganisation militaire du royaume : le nouveau roi redistribue à ses compagnons d'arme les terres confisquées aux seigneurs anglo-saxons tués lors de la conquête de l'Angleterre. L'organisation féodale de la société incite les nouveaux barons normands à « sous-inféoder » leurs terres aux chevaliers : eux-mêmes vassaux et donc inféodés au roi, ils répliquent cette relation de hiérarchie au niveau local. Guillaume exige des vassaux leur contribution en termes de quotas de chevaliers dédiés aux campagnes militaires et à la garde des châteaux. Ce mode d'organisation des forces militaires s'appuie sur le découpage en unités territoriales, les hides.
À la mort de Guillaume, la majorité de l'aristocratie anglo-saxonne a été décimée à la suite des différentes rébellions écrasées par le duc-roi, et remplacée par des seigneurs venus du continent, normands et bretons notamment, dont Guillaume a ainsi récompensé la fidélité. Tous les compagnons de Guillaume à Hastings n'ont pas obtenu de terre : certains semblent avoir notamment hésité à accepter des terres dans un pays qui ne semblait pas tout à fait pacifié. Par conséquent, si les plus grands seigneurs normands en Angleterre sont des proches de Guillaume (Odon de Bayeux, Robert de Mortain, etc.), les autres sont parfois issus de lignées relativement humbles.
Enfin, Guillaume, dont le loisir préféré est la chasse, établit en 1079 une large zone de terre (couvrant 36 paroisses) comme lieu de chasse royal, baptisé New Forest. Les habitants, relativement rares dans cette zone, doivent abandonner leurs terres. Guillaume imagine également la Forest law, qui légifère ce qui peut être fait ou non dans les forêts, notamment en ce qui concerne la chasse.

#### Administration

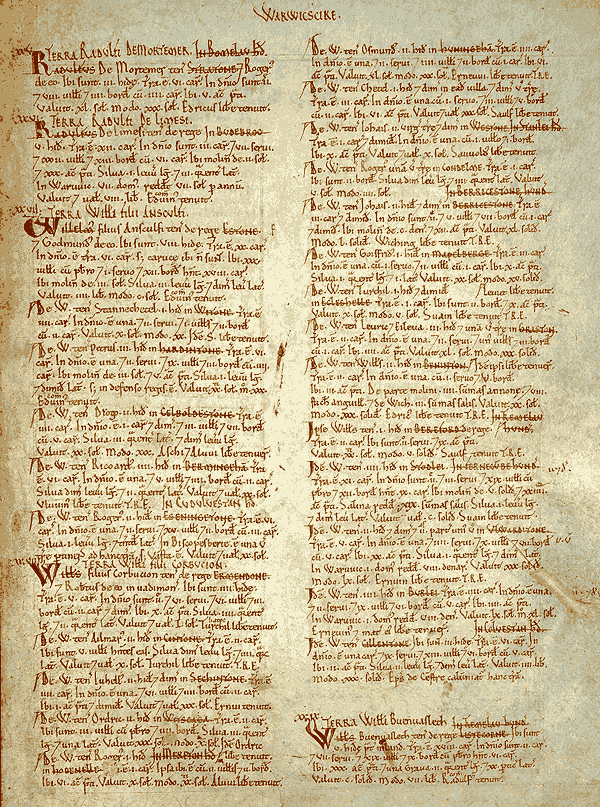
Page du Domesday Book concernant le Warwickshire.

Alors qu'en Normandie, Guillaume, duc de Normandie, vassal du roi de France (Henri Ier (1031-1060) puis Philippe Ier (1060-1108)), lui doit fidélité, a contrario, en Angleterre, le roi Guillaume, ne lui doit aucun hommage. En raison de la place différente qu'il occupe dans la pyramide vassalique en France et en Angleterre, Guillaume ne tente pas de fusionner l'administration et les lois de ses territoires.
Le gouvernement du royaume d'Angleterre est de fait plus complexe que celui du duché de Normandie : l'Angleterre est divisée en shires, eux-mêmes composés d'hundreds (ou wapentakes, terme venant du vieux norrois vápnatak). Chaque shire est régi par un shire-reeve (qui deviendra shérif), un officier royal au statut comparable à celui des vicomtes en Normandie, qui répond aux besoins d'ordre administratif, militaire et judiciaire d'après la common law. Le shérif est également chargé de la collecte des impôts royaux.
Pour superviser son territoire, Guillaume doit s'y déplacer en permanence. Après la conquête, il réside d'abord essentiellement en Angleterre, mais à partir de 1072 il passe la majeure partie de son temps sur le continent. Les allers-retours sont cependant nombreux puisqu'il traverse la Manche au moins 19 fois entre 1067 et sa mort. Le fait de se trouver de l'autre côté de la mer ne l'empêche pas d'être tenu au courant et de prendre des décisions, qui sont transmises par lettres d'un bout à l'autre de ses possessions. Guillaume se fait par ailleurs seconder par des personnes de confiance : sa femme Mathilde, son demi-frère Odon de Bayeux ou encore Lanfranc.
En Angleterre, Guillaume perpétue la collecte du danegeld (littéralement « tribut aux Danois »), un tribut foncier versé par les populations menacées par les Vikings afin d'acheter leur départ ou solder les troupes destinées à les repousser. À l'époque, l'Angleterre est le seul pays d'Europe de l'Ouest où ce type de taxe est collecté de façon universelle. Basé sur la valeur des terres, le danegeld se monte classiquement à deux shillings par hide mais a pu monter jusqu'à six shillings en temps de crise.
Outre les taxes, les possessions du roi sont augmentées des grandes propriétés qu'il possède dans toute l'Angleterre. En tant qu'héritier du roi Édouard, il contrôle l'ensemble des domaines royaux et y ajoute une grande partie des terres de Harold et sa famille, ce qui fait de loin le plus grand propriétaire du royaume : à la fin de son règne, ses terres en Angleterre sont quatre fois plus importantes que celles de son demi-frère Odon, le propriétaire le plus important après lui, et sept fois plus que celles de Roger de Montgommery. Une étude récente fait de Guillaume le 7e homme le plus riche ayant jamais vécu, sa fortune étant estimée à 229,5 milliards de dollars ou 167,6 milliards d'euros actuels.

#### Domesday Book
À Noël 1085, Guillaume ordonne le recensement des propriétés foncières du royaume, que ce soient les siennes et celles de ses vassaux, comté par comté. Cette œuvre, connue aujourd'hui comme le Domesday Book, le « livre du jugement dernier », est réalisée en grande partie en quelques mois seulement. Le livre recense pour tous les comtés se trouvant au sud de la Tees et de la Ribble les propriétés existantes, leurs propriétaires respectifs et ceux d'avant la conquête, la valeur du terrain et le montant de taxe correspondant, ainsi que le nombre de paysans, de charrues et d'autres ressources de valeur.
Le 1er août 1086, Guillaume rassemble ses vassaux à Salisbury dans le cadre d'une assemblée, où, sur la base du recensement juste achevé, ces derniers doivent jurer fidélité au roi sous réserve qu'ils ne soient pas lésés.
Les objectifs recherchés par Guillaume ne sont pas certains, mais il semble que la nécessité d'augmenter les impôts - du fait des nombreuses campagnes militaires et de la chute de l'économie du royaume, due notamment à la dévastation du nord de l'Angleterre quinze ans auparavant - ait poussé le roi à vouloir établir avec précision la répartition des richesses dans le royaume. Le serment de Salisbury (de) permet de rappeler en sus à ses vassaux leurs obligations de fidélité et leur allégeance directe au roi.

## Origines du surnom Guillaume le Bâtard
David Bates, ancien directeur de l'Institute of Research de Londres et auteur de plusieurs ouvrages sur les Normands et le duc-roi, explique que l'absence de mariage entre le duc Robert et Herlève a conduit les historiens, en particulier français, à donner à Guillaume ce surnom de « bâtard », mais qu'il a rarement été appelé ainsi de son vivant et jamais en Normandie. Dans la première moitié du XIe siècle, le droit canonique commence seulement à consolider sa position sur le mariage. Celui-ci ne sera imposé comme un sacrement qu'au début du XIIIe siècle (concile de Latran).
Selon David Bates, l'origine de ce surnom vient d'Orderic Vital, moine historien du XIIe siècle, sur lequel on s'appuierait encore beaucoup trop aujourd'hui pour écrire l'histoire de Guillaume. Orderic Vital fait de la bâtardise de Guillaume le facteur explicatif de tous les désordres et révoltes qui ont lieu pendant son règne. Ce moine écrit à une époque où l'Église prône le mariage et condamne très sévèrement le concubinage, ce qui était encore très différent un siècle plus tôt.
Pour Bates, il faut abandonner ce surnom de Guillaume le Bâtard. C'est une légende que les historiens du XIXe siècle, puis du XXe siècle auraient largement reprise, voire amplifiée, à quelques exceptions près comme Michel de Boüard.

## Personnalité et réputation

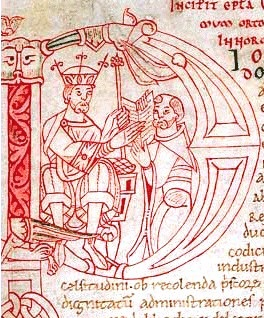
Guillaume de Jumièges (à droite) donnant le Gesta Normannorum ducum à Guillaume le Conquérant (à gauche). Représentation de Guillaume vers 1071.

Il n'existe pas de portrait authentique de Guillaume, ses représentations sur la tapisserie de Bayeux ou sur les pièces étant mises en scène pour affirmer son autorité. Cependant, les descriptions connues de son apparence dessinent un personnage de forte carrure, robuste, à la voix gutturale. Comme tous les Normands de son époque, il porte la coupe au bol, il jouit d'une santé excellente jusqu'à un âge avancé, même s'il semble l'objet de surpoids à la fin de sa vie. Il est particulièrement fort, capable de tirer à l'arc mieux que beaucoup d'autres et a une bonne endurance. L'examen de son fémur, le seul os à avoir survécu à la destruction de ses restes, indique qu'il mesurait environ 1,73 m, soit 10 cm de plus que la moyenne des hommes de son temps.
S'il semble avoir été éduqué par deux tuteurs à la fin des années 1030 et au début des années 1040, on connaît peu de choses de l'éducation littéraire de Guillaume, sinon qu'il ne semble pas avoir été incité particulièrement à une quelconque forme d'érudition, son principal loisir étant la chasse. Il contribue cependant au développement du clergé pendant son règne, et aux monastères qui, eux, sont des centres d'érudition et de savoir. Si sa piété est louée par les chroniqueurs médiévaux, certains critiquent son avidité et sa cruauté. Il est capable à la fois de discernement et d'emportement colérique.
Son mariage avec Mathilde forme une union affectueuse et confiante ; on ne lui connaît ni maîtresse ni enfant illégitime, et aucun élément n'indique qu'il lui ait été infidèle, ce qui n'était pas courant pour un souverain à cette époque.

### Ascendance

Ascendants probables.

## Famille

### Descendance
Vers 1050, il épouse Mathilde de Flandre, fille de Baudouin V, comte de Flandre, à Eu. Ils auront au moins dix enfants, dont quatre fils :
1. Robert dit Courteheuse (v. 1050/1052-1134), duc de Normandie, épouse Sybille de Conversano ;
2. Cécile (v. 1054 - 30 juillet 1125), entre à l'abbaye aux Dames de Caen le 18 juin 1066, abbesse en 1112 ;
3. Adélaïde († avant 1113) ;
4. Richard (v. 1054/1056 - v. 1069/1075), entre dans les ordres à Caen en 1066. Trouva la mort en chassant dans la même forêt que son frère Guillaume ;
5. Guillaume (v. 1060-1100), roi d'Angleterre de 1087 à 1100 ;
6. Constance (1061-1090), épouse Alain IV Fergent de Cornouailles, duc de Bretagne et comte de Rennes. Elle meurt empoisonnée ;
7. Mathilde (1062-1112) ;
8. Adèle (1062-1137), épouse Étienne-Henri, comte de Blois, de Chartres et de Meaux, en 1084 ;
9. Agathe (av. 1062-1080), fiancée à (1) Herbert, comte du Maine, (2) Harold de Wessex, (3) Alphonse VI de Castille ;
10. Henri (1068/1069-1135), roi d'Angleterre puis duc de Normandie. Il eut deux épouses (Mathilde d'Écosse, Adélaïde de Louvain) et concubines ;
11. Gundrade (v. 1063-1085), épouse de Guillaume Ier de Warenne[note 13],[note 14]. Pour certains, elle serait la fille de Mathilde de Flandres mais pas de Guillaume le Conquérant[note 15].

Remarques :
- Pour certains auteurs, Agathe et Mathilde seraient la même personne ;
- Guillaume le Conquérant n'a pas de maîtresse ou de bâtard connus.

Arbre,.
- Guillaume le Conquérant (v. 1027-1087)
  × Mathilde de Flandre (v. 1031-1083)
  - Robert Courteheuse (v. 1053-1134)
  × Sibylle de Conversano (v. 1080-1103)
    - Guillaume Cliton (1102-1128)

  - Richard de Normandie (v. 1054-1169/1175 ?)
  - Adélaïde († av. 1113)
  - Cécile (v. 1050-1126)
  - Guillaume le Roux (v. 1060-1100)
  - Mathilde ?
  - Constance de Normandie (1061/1065 ?-1090)  × Alain Fergant de Bretagne (v. 1060-1119)
  - Adèle de Normandie (v. 1067-1137)
  × Étienne Henri de Blois
    - Théobald
    - Étienne de Blois (1092/1096-1154)
    - Henri

  - Henri Ier Beauclerc
  × (1) Mathilde d'Écosse († 1118)
    - Mathilde l'Emperesse (v. 1102-1167)
  × (1) Henri V empereur du Saint-Empire (1098-1125)
  × (2) Geoffroy d'Anjou Plantagenêt (1113-1151)
      - Henri II Plantagenêt
      - Geoffroy VI d'Anjou
      - Guillaume d'Anjou

    - Guillaume Adelin (1103-1120)

## Postérité

### Littérature
- Abbé Prévost, Histoire de Guillaume le Conquérant, duc de Normandie et roi d'Angleterre, Prault fils (1742).

Guillaume le Conquérant, Alain Hervé, Jean-Claude Lattès, 1986 (prix Bayeux du récit historique)

### Cinéma
- 1955 : Madame de Coventry de Arthur Lubin avec Thayer Roberts.
- 1982 : Guillaume le conquérant de Gilles Grangier et Sergiu Nicolaescu.
- 2015 : Guillaume, la jeunesse du conquérant de Fabien Drugeon avec Dan Bronchinson.

### Télévision
- En 2013, Frédéric Compain réalise le documentaire-fiction Guillaume le Conquérant[93] avec l'acteur Vincent Deniard dans le rôle de Guillaume.
- En 2020, Secrets d'Histoire lui consacre l'épisode Guillaume le Conquérant : à nous deux l'Angleterre ![94].

### Bande dessinée
- Freddy Van Daele, texte et dessins : B.D.Arlette de Huy, 2007, Alfred Van Daele, auteur-éditeur à Hosdent-sur-Mehaigne.
- Jean-François Miniac, dessin de Borch, Guillaume, bâtard et conquérant, Orep, juillet 2014  (ISBN 978-2-81510-177-6).
- Patrick Weber et Emanuele Tenderini, 1066 Guillaume le Conquérant, Le Lombard, Bruxelles, février 2011.

### Musique
Il est cité en tant que personnage emblématique de la ville de Caen par le rappeur Orelsan dans son morceau Casseurs Flowters Infinity puis de façon humoristique dans 17h04 - Prends des pièces (Casseurs Flowters).

### Numismatique
Guillaume le Conquérant figure sur une pièce de 10 € en argent éditée en 2012 par la Monnaie de Paris pour représenter sa région natale, la Basse-Normandie.

### Philatélie
Guillaume le Conquérant apparaît sur des timbres émis par la France, Jersey, Guernesey, Aurigny et la Corée du Nord,.

### Peintures et sculptures
- Statue de Guillaume le Conquérant devant le château de Falaise.
- Statue représentant Guillaume le Conquérant et Mathilde de Flandre à cheval au pied du château de Caen.